# Sexisme

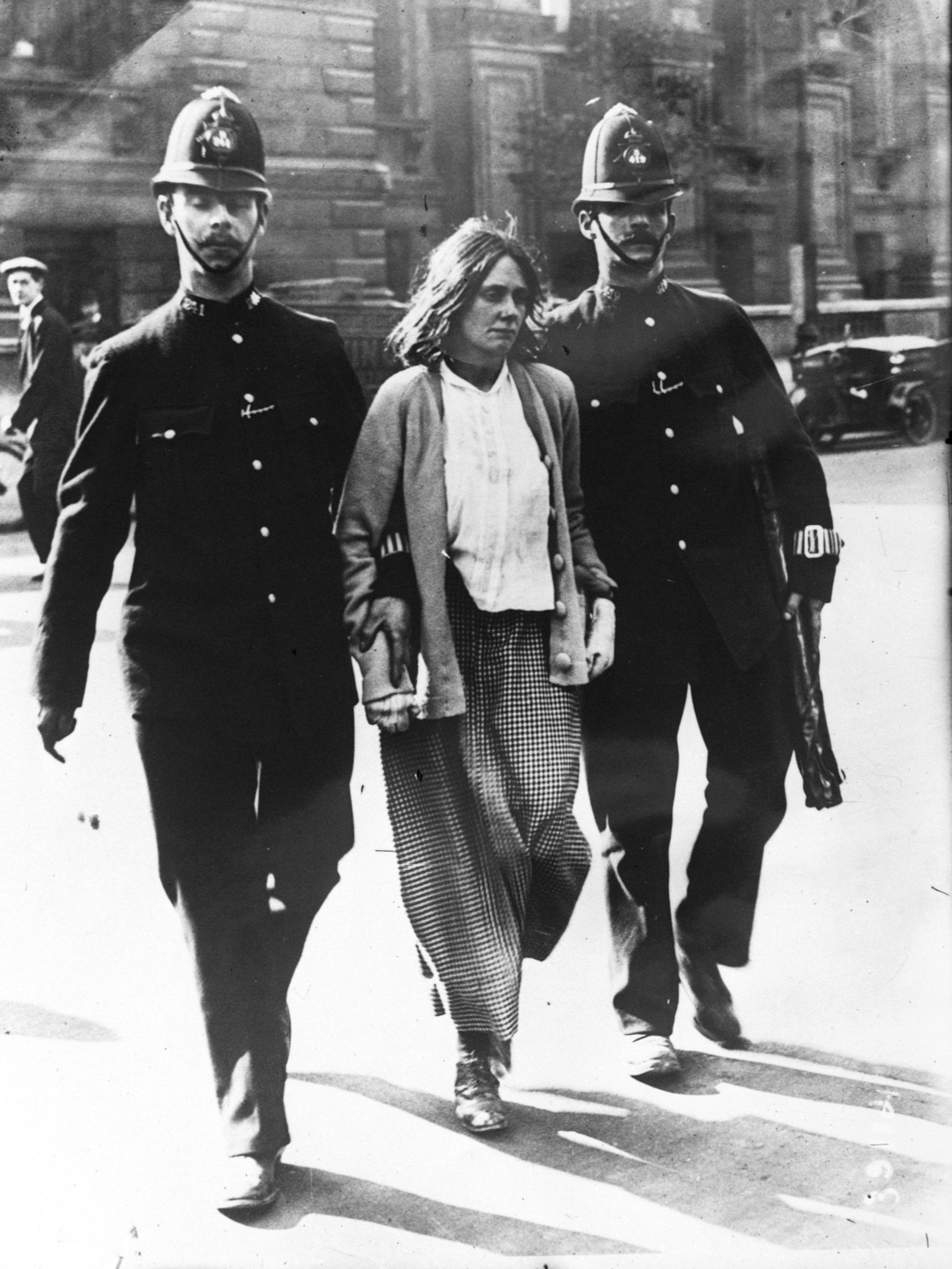
Arrestation d'une suffragette (Londres, 1914).

Le sexisme est une attitude discriminatoire fondée sur le sexe, ou, par extension, sur le genre d'une personne. Le sexisme est lié aux préjugés et au concept de stéréotype et de rôle de genre, pouvant comprendre la croyance qu'un sexe ou qu'un genre serait intrinsèquement supérieur à l'autre. Dans sa forme extrême, il peut encourager le harcèlement sexuel, le viol ou toute autre forme de violence sexuelle. Le sexisme évoque également la discrimination menant à des inégalités de genre. Les cibles du sexisme étant principalement les femmes, cette notion renvoie ainsi plus souvent à la misogynie, à l'antiféminisme et à la discrimination envers les femmes.
La thématique du sexisme est abordée par différentes disciplines comme l'analyse des médias, la sociologie, la science politique, la psychologie ou la philosophie.

## Définitions et étymologie

### Étymologie
Selon le bibliothécaire Fred R. Shapiro (en), le terme « sexisme » a très probablement été inventé le 18 novembre 1965 par Pauline M. Leet durant un « Student-Faculty Forum » au Franklin and Marshall College (en),. De manière plus spécifique, le terme sexisme apparaît durant la contribution de Pauline M. Leet intitulée « Women and the Undergraduate ». Elle définit celui-ci par comparaison au racisme, établissant que : « When you argue […] that since fewer women write good poetry this justifies their total exclusion, you are taking a position analogous to that of the racist—I might call you in this case a 'sexist' … Both the racist and the sexist are acting as if all that has happened had never happened, and both of them are making decisions and coming to conclusions about someone's value by referring to factors which are in both cases irrelevant. » Ce discours a été traduit en français sous le titre Sexisme, le mot pour le dire !.
Selon la même source, la première fois que le terme « sexisme » apparait à l'écrit se situe au sein du discours de Caroline Bird (en) « On Being Born Female », publié le 15 novembre 1968 dans Vital Speeches of the Day. Dans ce discours, elle affirme qu’« il y a à l’étranger une reconnaissance du fait que [les États-Unis] sont un pays à bien des égards sexiste. Le sexisme, c’est juger les gens sur leur sexe même quand le sexe n’a pas d’importance. Sexisme est pensé pour rimer avec racisme, ».
Le mot apparaît ensuite pour la première fois dans un dictionnaire américain en 1972 (The American Heritage Dictionary of the English Language (en)).

### Définition
Le sexisme peut être défini comme l’adhésion à des croyances discriminatoires ou préjudiciables fondées sur le sexe ou le genre,. Il peut également être considéré comme recouvrant des attitudes, des croyances et des comportements qui soutiennent l’inégalité entre le statut des femmes et celui des hommes. Ces croyances peuvent être structurées sous la forme d'une idéologie légitimant les rôles traditionnellement assignés en fonction du genre,. Cette idéologie sert d'assise au patriarcat,.
La sociologie a examiné le sexisme comme une manifestation à la fois au niveau individuel et institutionnel. Des comparaisons ont été établies avec d'autres systèmes idéologiques de discriminations agissant aux mêmes niveaux, telle que le racisme[réf. incomplète]. Selon Schaefer, le sexisme est perpétué par l'entièreté des organisations sociales les plus fréquentes. Les sociologues Charlotte Perkins Gilman, Ida B. Wells et Harriet Martineau ont décrit les systèmes aboutissant à une inégalité de genres, mais sans utiliser le terme « sexism » encore inexistant au tournant du XIXe siècle. Des sociologues tels que Talcott Parsons, ayant adopté le paradigme fonctionnaliste, expliquent les inégalités de genre comme la conséquence naturelle du dimorphisme du modèle de genre.
Les psychologues Mary Crawford et Rhoda Unger définissent le sexisme comme un ensemble de préjugés tenus par des individus et englobant les attitudes et jugements négatifs à propos des femmes comme groupe. Peter Glick et Susan Fiske ont inventé le terme de sexisme ambivalent pour décrire comment les stéréotypes concernant les femmes peuvent être à la fois positifs et négatifs et comme ces stéréotypes orientent les comportements individuels.
L'autrice féministe bell hooks définit le sexisme comme un système discriminatoire ayant pour résultat de désavantager les femmes. La philosophe et féministe radicale Marilyn Frye définit le sexisme comme « a attitudinal-conceptual-cognitive-orientational complex » de suprématie masculine, de chauvinisme masculin et de misogynie.
Il y a un consensus universitaire sur le fait que le sexisme touche principalement les femmes.
On peut trouver l'explication de ce particularisme[Lequel ?] auprès du sociologue australien Michael Flood (en) qui affirme que la misandrie ne pourrait pas être équivalente à la misogynie, en raison de l'absence notamment du cadre historique, législatif ou institutionnel de ce dernier. C'est également ce que souligne David Gilmore : l'absence de réification justifierait l'absence de terme unique définissant le concept de sexisme misandre. Selon lui, le terme de « misandrie » serait un équivalent de « misogynie » pour définir la haine des hommes, mais il serait utilisé trop peu couramment pour en être le parfait lemme.[pertinence contestée]
 (septembre 2024).
Les arguments en faveur de cette acception sont toutefois remis en cause, entre autres par Anthony Synnott, professeur de sociologie qui se consacre à l'étude de la masculinité au XXIe siècle. Effectivement il définit le terme de misandrie en fonction de plusieurs notions, notamment l'histoire et la loi. Pointant la trop grande invisibilité de cette notion, alors que les comportements associés sont culturellement acceptés, voire normalisés, il estime que la misogynie engendre la misandrie. Il qualifie d'ailleurs les travaux de Nathanson et Young sur ce sujet de « majeurs ». Leurs écrits (une trilogie sur le thème de la misandrie écrite par deux professeurs de sciences des religions de l'université McGill) expriment effectivement l'idée que la misandrie serait le produit direct de la volonté de privilégier le point de vue féminin. Cela engendrerait une baisse des interactions entre hommes et femmes dans le domaine social, ce qui deviendrait la norme[source détournée]. Certains s'appuient sur ces écrits pour affirmer qu'à la fin du XXe siècle, la société s'est transformée, et est devenue misandre, notamment dans le domaine de la publicité et du cinéma/télévision. En conséquence, la vision des femmes en tant que victimes de violences sexuelles (notamment au cinéma) serait plus misandre que misogyne. Ces écrits ont également influencé une relecture du rôle joué par les hommes dans la fiction.

### Notions approchantes
La misogynie est l'hostilité à l’égard des femmes, tandis que la misandrie est l'hostilité à l'égard des hommes.
Le terme « machisme » quant à lui réfère à l’idéologie prônant la domination des hommes sur les femmes. Bien qu'il n'ait pas de nom spécifique, le pendant féminin du machisme consacre la suprématie des femmes sur les hommes et vise à créer une société qui reflète cette supériorité.
Un biais de genre (terme utilisant par métaphore le mot biais, notion empruntée aux études statistiques pour désigner une anomalie systématique) « permet de pointer la récurrence d'un phénomène conduisant à une inégalité ou à une différenciation liée au genre ». Il est souvent envisagé de façon quantitative, mais est susceptible de traduire des discriminations institutionnelles

## Origines
Le concept de sexisme a été élaboré à la fin des années 1960 par la deuxième vague féministe. Il s'agissait de rendre compte de la spécificité du rapport de domination exercé sur les femmes. C'est à cette période qu'est reformulé le concept de patriarcat, élaboré celui de sexisme et que l'accent est mis sur la sphère privée comme lieu privilégié de la domination masculine : le « privé est politique ».

### Rôle de genre

#### Approche de la psychologie évolutionniste
Selon l'Encyclopædia Universalis, la psychologie évolutionniste est une orientation et un courant de pensée mettant l’accent, dans l’explication de l’esprit et du comportement humain, sur les adaptations mises en place à l’époque préhistorique par la sélection naturelle, et qui constitueraient aujourd’hui le socle génétiquement inscrit de la nature humaine.
Cette approche, contrairement à l'approche essentialiste, est non globalisante. Elle ne prétend pas expliquer la « nature » de la personne en fonction de son genre. Elle cherche plutôt à fournir une explication évolutionniste à la présence renforcée de certaines caractéristiques selon le genre. En ceci, elle s'oppose à l'idée de tabula rasa souvent défendue au sein de la sociologie constructiviste.
L'origine biologique du lien social/femme et mécanique/homme est, par exemple, défendue au sein de la psychologie évolutionniste.

#### Approche essentialiste
« L’essentialisme est la tendance à voir les membres d’une même catégorie (par exemple, tous les hommes et toutes les femmes) comme partageant des caractéristiques profondes et immuables qui déterminent qui ils sont ».
Pour les partisans de l’essentialisme, les différences entre hommes et femmes (que ce soit sur leur manière de penser, de ressentir ou encore d’agir) seraient donc biologiquement fixées et immuables. Ce sont leurs différences biologiques qui détermineraient leurs différences psychologiques. La domination masculine s'expliquerait par une supériorité par essence (ou naturelle) des hommes sur le « beau sexe », admiré mais relégué aux tâches subalternes et sans grand intérêt (bavardages et commérages).
Deux raisons permettent d'expliquer la popularité de l'approche essentialiste. Tout d'abord, le sexe est sous-tendu par une dichotomie explicite (généralement visible) : on est soit une femme, soit un homme, ce qui n’est pas le cas pour d'autres catégories sociales. Du point de vue de l'approche essentialiste, les femmes et les hommes sont donc biologiquement divisés. Il existe une opposition claire entre les deux sexes, que l'on distingue très facilement, contrairement à d'autres catégories pour lesquelles les frontières sont plus floues. Par exemple, la religion n'est pas une catégorie bien distincte, on peut changer de religion au cours du temps. Ensuite, des caractéristiques physiques évidentes (y compris les organes génitaux) différencient les hommes et les femmes. Par exemple, les hommes sont en moyenne plus grands et plus lourds que les femmes.
L’essentialisme divise les hommes et les femmes en catégories mutuellement exclusives, et de ce fait renforce la perception des deux sexes comme biologiquement opposés. Dans l'approche essentialiste, c'est la nature qui l’emporte sur la culture.

#### Approche de la sociologie constructiviste
Pour les défenseurs du constructivisme, ce sont principalement les croyances culturelles qui seraient à l’origine des différences comportementales entre les deux sexes.
Ainsi, les constructivistes mettent en avant diverses théories. On peut par exemple citer la théorie de l'apprentissage social, selon laquelle les nouveaux comportements sont acquis via un processus d’observation : en observant la manière dont se comportent les autres personnes (et dans ce cas précis, les autres personnes du même sexe), on acquiert de nouveaux comportements similaires. Cette théorie explique que les enfants découvrent et apprennent ce que c’est qu’être un homme / une femme via l’observation des personnes du même sexe qu’eux.
Une autre théorie est celle de la « socialisation du genre ». Il s’agit d’un processus dans lequel les enfants découvrent les identités féminines et masculines. Cela s’explique principalement par le fait que dès leur venue au monde, les enfants sont traités différemment selon qu’ils soient de sexe masculin ou féminin. Les enfants jouent un rôle actif dans ce processus.
Les constructivistes mettent également l’accent sur la manière dont la société communique les croyances culturelles, partagées par tous, sur la manière dont les hommes et les femmes devraient se comporter. Ces croyances culturelles touchent des domaines multiples tels que les couleurs (ex : rose pour les filles, bleu pour les garçons) ou encore les métiers (ex : docteur pour les garçons, infirmière pour les filles). Ces croyances culturelles sont à l’origine de ce que l’on appelle des « schémas de genre » : ces schémas guident les perceptions que les gens ont d’eux-mêmes et des autres (leur comportement, leurs préférences, etc.) et forment leur vision du monde social, ils apparaissent dès l’enfance et persistent à l’âge adulte.
Par ailleurs, on peut relever trois catégories d'acteurs qui joueraient un rôle capital dans la transmission des croyances culturelles qui influencent les enfants, à savoir : les médias (ex : la télévision, Internet, etc.), les figures d’autorité (ex : les parents, les professeurs, etc.) et les pairs. Étant donné que ces acteurs renvoient à des croyances culturelles, ils joueraient indirectement un rôle dans l’apparition des stéréotypes de genre.
Le constructivisme, via un mécanisme d'apprentissage des rôles sociaux, des valeurs, des normes et des attentes culturelles d'une société, peut expliquer l'apparition de certaines formes de sexisme.

### Stéréotypes de sexe et de genre

#### Définition
On peut définir le stéréotype en général comme « une croyance concernant les traits caractérisant les membres d’un groupe social ». En particulier, les stéréotypes de sexe (tout comme les stéréotypes de genre) aboutissent à attribuer des qualités ou des fonctions distinctes aux femmes et aux hommes, niant ainsi la possibilité pour les uns ou pour les autres de posséder des attributs étendus et communs aux deux sexes.
Les stéréotypes de sexe sont à la fois descriptifs et prescriptifs. D’une part, la composante descriptive des stéréotypes de genre concerne les attributs constitués à partir des croyances que les gens ont de ce à quoi[pas clair] devraient ressembler[pas clair] les membres d’un groupe (exemple pour les femmes : émotives, dépendantes, passives, faibles, non compétitives, non confiantes). Autrement dit, ils suscitent des attentes relatives aux comportements que les hommes et les femmes sont susceptibles de présenter (exemple : les femmes aiment acheter des chaussures). D’autre part, la composante prescriptive est composée des comportements qui sont appropriés pour le groupe cible (exemple : les femmes doivent avoir de bonne compétences relationnelles, elles doivent être passives et dociles et doivent coopérer avec les autres). Cette dimension des stéréotypes de genre impose aux hommes et aux femmes de correspondre strictement et uniquement à des rôles et attributs stéréotypés, sous peine d’être perçus comme étant déviant par rapport à leur genre (exemple : les hommes doivent avoir un travail, ils ne peuvent pas être des hommes au foyer).
Pour un groupe qui souscrit à cette vision stéréotypée des genres, il est plus grave de violer un stéréotype prescriptif plutôt que descriptif (exemple : un homme au foyer est plus sévèrement jugé par le groupe qu'une femme qui n'aime pas acheter des chaussures). Tous les stéréotypes incluent des composantes descriptives et prescriptives mais les stéréotypes de genre sont plus prescriptifs que les autres. Cela est dû au fait que les individus côtoient de plus en plus les deux genres. En effet, en observant et en interagissant avec les autres, ils développent une multitude d’idées complexes à propos de comment les membres de chaque genre doivent se comporter.

#### Contenu
Les stéréotypes de genre peuvent être associés à des attributs incluant :
- les caractéristiques physiques : par exemple, les hommes sont forts et les femmes sont délicates ;
- les rôles sociaux : par exemple, les femmes s'occupent des enfants pendant que les hommes gagnent un salaire ;
- les centres d’intérêt : par exemple, les femmes aiment faire les magasins et les hommes aiment regarder des émissions de sport ;
- les métiers/occupations : par exemple, les hommes sont des ingénieurs, des agents de change ou des mineurs alors que les femmes sont institutrices, infirmières ou femmes au foyer.

Par ailleurs, les stéréotypes portant sur des groupes sociaux peuvent être abordés selon deux grandes dimensions : la « chaleur » (le groupe est-il chaleureux, sociable, ouvert et sympathique ?) et la compétence (le groupe est-il intelligent, travailleur, efficace et autonome ?). Ces deux dimensions peuvent être croisées avec le statut social relatif entre deux groupes et la compétition entre ceux-ci, ce qui aboutit à la matrice suivante :
|                              | Statut faible                                                                                | Statut élevé                                                                    |
| Compétition faible = amitié  | Émotion : Pitié/Compassion (Préjugé paternaliste) ; Stéréotype : Incompétent mais chaleureux | Émotion : Fierté, admiration ; Stéréotype : Compétent et chaleureux             |
| Compétition forte = inimitié | Émotion : Haine/Dégoût (Préjugé méprisant) ; Stéréotype : Incompétent et froid               | Émotion : Jalousie, envie (Préjugé envieux) ; Stéréotype : Compétent mais froid |

Le modèle de Fiske porte sur les stéréotypes en général mais peut également s'appliquer aux stéréotypes de genre. Selon ce modèle, par exemple, les femmes au foyer sont considérées (sous un angle stéréotypé) comme très chaleureuses mais peu compétentes. Ceux qui adhèrent à une vision stéréotypée les prendront donc en « pitié » ou éprouveront de la compassion pour elles. A contrario, toujours selon le modèle de Fiske, le groupe « féministe » sera perçu comme plus compétent mais plus froid, pouvant susciter des réactions de jalousie chez les individus adhérant aux stéréotypes de genre.

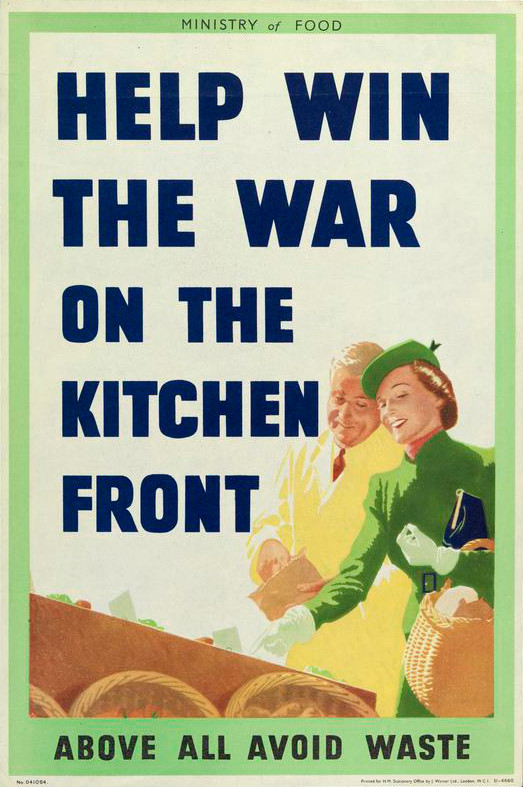
Exemple d'affiche de propagande représentant un stéréotype de genre concernant les femmes.

D'autre part, la théorie des rôles sociaux d'Eagly offre une autre typologie du contenu des stéréotypes de genre. En effet, Eagly considère que les stéréotypes portant sur le sexe féminin concernent des traits dits « communaux » (centrés sur le relationnel et l'affectif) tandis que ceux sur les hommes sont « agentiques » (relatifs à l'indépendance et à l'autonomie). On peut dès lors constater que les stéréotypes de genre sont complémentaires. En effet, les femmes sont essentiellement stéréotypées comme étant sociables, chaleureuses et axées sur les relations humaines (plus que les hommes) alors que les stéréotypes concernant les hommes les définissent comme étant compétents, indépendants et axés sur la réussite (plus que les femmes). En d’autres termes, les stéréotypes de genre attribuent à chaque groupe un ensemble de qualités que l’autre groupe ne possède pas. En outre, ces qualités propres à chaque groupe contrebalancent les faiblesses attribuées par les stéréotypes de genre (exemple de stéréotype complémentaire : les femmes sont chaleureuses mais peu compétentes alors que les hommes sont indépendants mais peu sociables).
Une étude menée en 1974 et reconduite en 2000 aux États-Unis a déterminé les adjectifs stéréotypés les plus souvent attribués :
- au sexe masculin : dominant, indépendant, ambitieux, agit comme un leader, prêt à prendre des risques, agressif, compétitif et athlétique ;
- au sexe féminin : affectueuse, enjouée, compatissante, sensible aux besoins des autres, douce, sympathique et aimant les enfants.

Cette étude met en évidence le clivage entre les traits communaux (ou de « chaleur ») chez les femmes et les traits agentiques (ou de « compétence ») chez les hommes.

#### Origine
Le processus de naissance des stéréotypes de genre peut être expliqué par la théorie du rôle de genre d’Alice Eagly. Cette théorie repose sur deux aspects structurels : la division du travail et la hiérarchisation sociale basées sur le genre. Selon Eagly, ces facteurs structurels fondés sur le genre génèrent des représentations partagées socialement sur les hommes et les femmes. Par exemple, l’éducation des enfants réclame des qualités de pourvoyeur de soin et de tendresse, entre autres. Or, comme ce sont les femmes qui ont longtemps hérité de cette tâche de par leur grossesse, il est socialement attendu d’elles qu’elles soient douces et qu’elles prennent soin de leur entourage pour remplir leur rôle. Cette répartition genrée des rôles sociaux expliquerait l’émergence des stéréotypes de genre mais également les différences de comportements entre les genres en créant une réalité correspondante. En effet, les individus sont élevés dans l'idée d'endosser les traits dictés par ces rôles de genre (exemple : on apprend aux filles à être chaleureuses et sont récompensées lorsqu'elles agissent de la sorte). Par la suite, ces mêmes individus adoptent les traits qui leur ont été appris sur base de leur genre, ce qui augmente l'intensité avec laquelle ils démontrent des comportements correspondant à ces rôles (exemple : lorsque les femmes deviennent mères, leur rôle social les incite à adopter des comportements de pourvoyeur de soin).
La théorie des rôles sociaux d’Alice Eagly présuppose que les stéréotypes de genre proviendraient de différences réelles entre les hommes et les femmes. Ce « noyau de vérité » des stéréotypes de genre a été remis en cause par Hoffman et Hurst. Pour les besoins de leur expérience, ils ont imaginé une planète fictive composée de deux groupes : les Orinthiens et les Ackmiens. Pour une moitié des sujets de l'expérience, les Orinthiens travaillent en ville tandis que les Ackmiens s'occupent des enfants. Pour l'autre moitié des sujets, les proportions sont inversées : les Ackmiens sont travailleurs et les Orinthiens s'occupent des enfants. Chaque individu de chaque groupe imaginaire présentait des traits de personnalité concernant soit la chaleur, soit la compétence, de sorte que chaque groupe obtienne globalement le même ratio chaleur/compétence. Les traits de personnalité étaient donc équivalents entre les deux groupes, seuls les rôles sociaux différaient. Il n'y avait pas de différence réelle entre les Orinthiens et les Ackmiens, le « noyau de vérité » n'était alors pas présent. Pourtant, les sujets de l'expérience attribuaient plus de chaleur au groupe s'occupant des enfants et plus de compétence aux travailleurs alors que les groupes avaient été construits pour être équivalents sur ces deux dimensions. Autrement dit, les participants stéréotypaient les groupes alors qu'ils n'y avaient pas de différence de personnalité entre les Orinthiens et les Ackmiens. Hoffman et Hurst ont tiré la conclusion que les stéréotypes de genre seraient le résultat d'une inférence effectuée par les individus : ils permettent d'expliquer, voire de justifier, la manière dont l'environnement social est structuré.

#### Maintien
Le processus de maintien des stéréotypes de genre s’opère notamment via un mécanisme de prophétie autoréalisatrice. Cette « prophétie » consiste en un cercle vicieux composé de quatre éléments :
- l’auto-stéréotype : les individus se conforment volontairement aux stéréotypes d'un groupe déterminé. Les hommes et les femmes intègrent les stéréotypes dès l'enfance et adaptent leur comportement en fonction ;
- la confirmation : les individus constatent que les autres membres du groupe se conforment également aux stéréotypes de genre et suscitent des comportements qui vont dans leur sens. Ce processus renforce les stéréotypes en les faisant apparaître comme étant corrects et justifiés socialement ;
- la conformité : les personnes subissent la pression du groupe pour agir conformément aux stéréotypes de genre définis par le groupe. Les personnes déviantes (c’est-à-dire qui ne se conforment pas aux stéréotypes de genre) risquent la sanction du rejet social : elles peuvent être exclues du groupe. Pour éviter cela, les personnes déviantes emploient des contre-mesures pour être réintégrées dans le groupe (y compris l'adhésion à l'opinion erronée du groupe). La crainte de répercussions incite les déviants à faire usage de « tromperie », c’est-à-dire qu’ils dissimulent le fait qu'ils ne sont pas conformes aux stéréotypes. En conséquence, les personnes les plus à même de dénoncer les stéréotypes de genre sont les moins susceptibles de le faire à cause de la menace du groupe ;
- la permission : les individus sentent qu'il est légitime d'utiliser les stéréotypes de genre dictés par le groupe pour percevoir le comportement des autres. En effet, si la société estime que le sexisme n'est pas un grand mal, les individus sexistes n'éprouveront pas de scrupules à utiliser les stéréotypes de genre pour justifier leurs actions et leur discours.

#### Conséquences
Les stéréotypes de genre peuvent avoir différentes conséquences sur les hommes et sur les femmes.
En 2025 en France, six personnes interrogées sur dix considèrent qu'il est difficile d'être une femme.

##### Menace du stéréotype
Les travaux sur la menace du stéréotype sont relativement récents. Ce courant de recherche ambitionne d’étudier les conséquences des stéréotypes sur les individus qui en font l’objet.

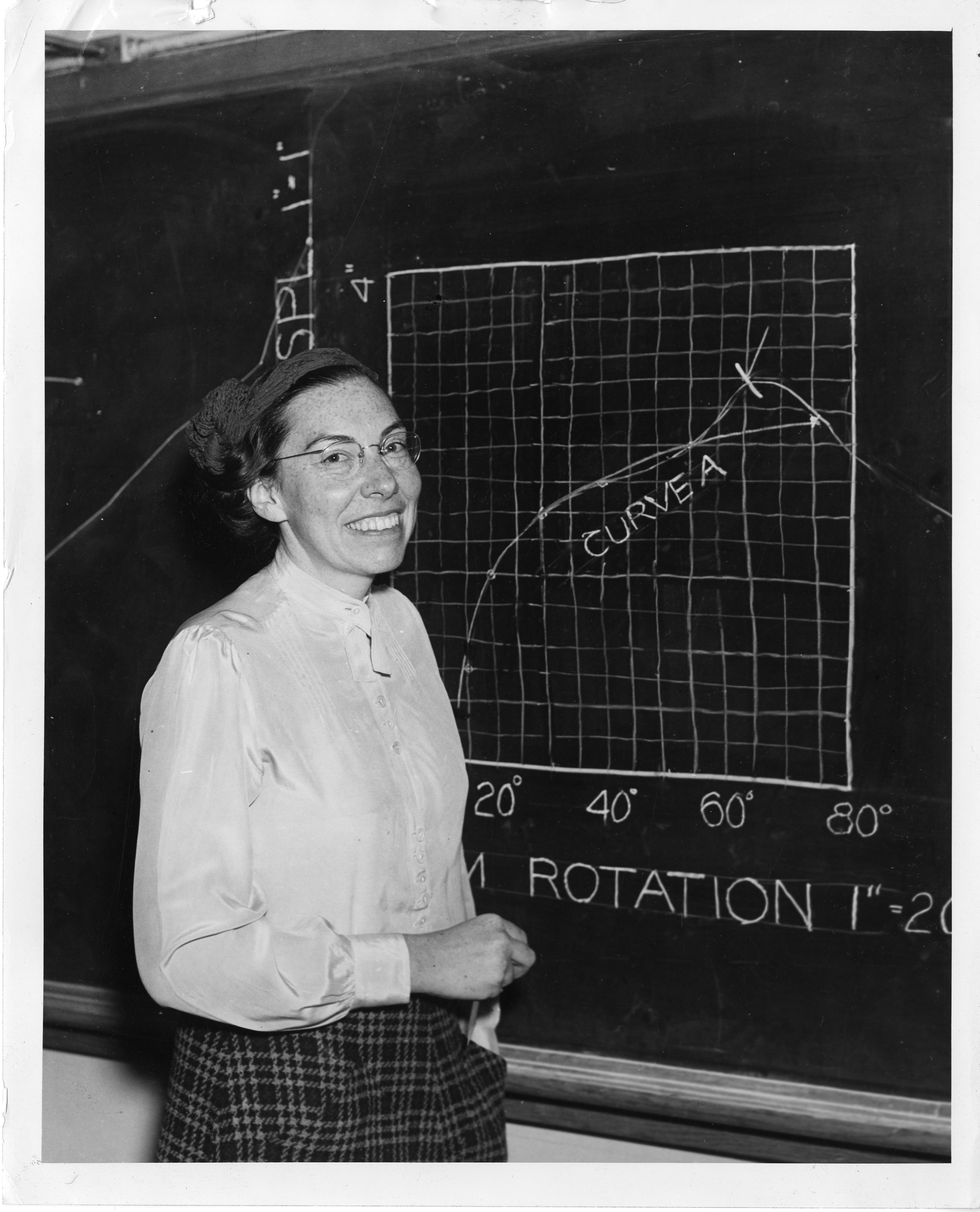
Mary Blade enseignant les mathématiques à la Cooper Union en 1946.

La menace du stéréotype représente l'effet qu'un stéréotype peut avoir sur une personne visée par celui-ci. Par conséquent, le stéréotype associé à un groupe aurait un effet direct sur lui-même. De nombreux domaines et groupes sont touchés par la menace du stéréotype, notamment celui de la différence de genre.
C’est un phénomène complexe aux multiples facettes. Schmader, Johns et Forbes ont développé en 2008 un modèle pour tenter d'expliquer comment la menace du stéréotype influence la performance dans des tâches cognitives et sensorimotrices. La mémoire de travail joue un rôle crucial pour la bonne efficience de ces tâches. Les auteurs ont essayé de mieux déterminer ce qui pourrait la perturber.
Le fait d’être confronté à cette menace du stéréotype provoquerait du stress, une plus grande surveillance de soi, des pensées et des émotions négatives, une motivation à ne pas se comporter de manière conforme au stéréotype et à éliminer les pensées négatives. Finalement, l’ensemble de ces efforts consommeraient d’importantes ressources en mémoire de travail et entraîneraient donc une baisse de performance.
On remarque par exemple que les femmes performent en moyenne moins bien que les hommes lorsqu’elles passent la tâche de la figure complexe de Rey-Osterrieth (exercice consistant à reconnaître des figures en trois dimensions) et que cette étude est présentée comme un test de géométrie. A contrario, lorsque cette tâche est présentée comme un test de mémorisation ou un exercice de dessin, les différences entre hommes et femmes ne sont plus observées.
Une autre étude a aussi montré que, lorsque l'on fait travailler deux groupes de femmes sur un même exercice de mathématiques, le groupe auquel on a préalablement précisé que les filles ne réussissent généralement pas l'exercice récolte de plus mauvais résultats que dans celui où rien n'est dit.
Les différences de comportement entre homme et femmes pourraient donc être modifiées à cause de cette menace du stéréotype.

##### Effet de contrecoup
Par la menace que peut représenter le groupe si un individu ne se conforme pas aux stéréotypes de genre (surtout concernant leurs aspects prescriptifs), ceux-ci peuvent engendrer un effet de contrecoup (backlash effect en anglais), c'est-à-dire des « représailles économiques et sociales faisant suite à des comportements qui vont à l'encontre des stéréotypes de genre ». Cet effet de contrecoup a été particulièrement étudié dans le cadre du travail, car c'est notamment dans ce domaine que les stéréotypes de genre sont particulièrement prégnants.
Tout d'abord, la composante prescriptive des stéréotypes de genre fait que toute violation de ceux-ci est sévèrement punie et engendre des réactions négatives de ceux qui y adhèrent, même de façon plus ou moins inconsciente. Ce côté prescriptif est particulièrement problématique pour les femmes sur leur lieu de travail. En effet, puisque ces stéréotypes ne leur attribuent que très peu de traits de compétence (ou traits « agentiques »), elles sont obligées d'aller à l'encontre de ces stéréotypes dans le but d'évoluer dans leur carrière. Elles seraient forcées d’agir « comme des hommes » (c’est-à-dire en adoptant des comportements davantage axés sur la compétence que sur la chaleur et les relations humaines) afin de percer sur un lieu de travail. Même si ces femmes sont généralement perçues comme compétentes, elles peuvent être mésestimées par leurs collègues, qu’ils soient féminins ou masculins. Par exemple, les femmes qui réussissent dans une fonction de manager sont perçues comme étant plus hostiles et égoïstes que leurs homologues masculins. Bien que les hommes subissent aussi l'effet de contrecoup s'ils n'agissent pas en fonction des stéréotypes de genre, ils ne doivent pas nécessairement aller à l'encontre de ceux-ci pour avancer dans leur carrière puisque les stéréotypes leur attribuent naturellement des traits de compétence.
L'effet de contrecoup des stéréotypes de genre aurait tendance à saper la carrière des femmes à tous ses niveaux, notamment :
- l'entretien de sélection et la négociation du salaire : dans ces situations, il est nécessaire de savoir se mettre en avant et de défendre ses compétences. Or, si les femmes agissent de cette manière, elles peuvent être perçues comme étant inamicales (puisque s’éloignant des stéréotypes de genre), diminuant donc leurs chances d’être embauchées. Pourtant, les hommes qui s’affirment lors d’un entretien sont perçus comme compétents. Cela soulignerait une pression exercée sur les femmes pour se montrer modestes. Même lorsqu’elles sont engagées, elles ont tendance à moins négocier leur salaire et à accepter une offre plus basse que les hommes qui ont le même profil de compétence ;
- l'obtention de promotions et les entretiens d’évaluation : dans ces cas, l’effet de contrecoup sur la carrière des femmes se traduit par le phénomène du plafond de verre (une barrière invisible qui les empêche de monter les échelons hiérarchiques) alors que les hommes, au lieu d’être freinés, verraient leur évolution professionnelle accélérée via un « escalator de verre ». Cette divergence peut être expliquée par les sanctions infligées aux femmes qui se comportent de façon agentique. Par exemple, Ann Hopkins (en), une femme ayant réussi sa carrière de comptable, s’est vu refuser une promotion à cause de son comportement trop « masculin ». À la place, ses évaluateurs lui ont proposé de suivre un séminaire pour apprendre à parler et à s’habiller « comme une femme ». Autrement dit, le fait de violer les stéréotypes de genre peut avoir des conséquences négatives sur les bilans d’évaluation et sur les promotions inhérentes.

Même si l'effet de contrecoup est particulièrement ressenti par les femmes, il peut également concerner les hommes dont le comportement ne correspondrait pas aux normes fixées par les stéréotypes de genre. Il peut par exemple s'agir d'hommes qui présentent plus de traits « communaux » (ou de chaleur) que de traits « agentiques » (ou de compétence). Dans ce cas, ils seront jugés encore plus sévèrement sur leur lieu de travail que les femmes dont le comportement est agentique.

## Formes

### Théorie du sexisme ambivalent
La notion de sexisme ambivalent, comprenant le sexisme hostile et le sexisme bienveillant, est issue de la théorie développée par Glick et Fiske en 1996. Celle-ci postule que les relations entre les genres sont caractérisées par deux éléments : des différences de pouvoir et une interdépendance entre les hommes et les femmes.
D'une part, les hommes dominent au sein des différentes institutions dans la société, ce qui constitue le pouvoir structurel, d'autre part, les hommes sont dépendants des femmes en ce qui concerne les besoins affectifs, les besoins de reproduction ainsi que pour gérer l'éducation des enfants, ce qui constitue le pouvoir dyadique[réf. nécessaire].
La coexistence de ces deux pouvoirs entraînerait une ambivalence au niveau des attitudes traditionnelles envers les hommes et les femmes. Celles-ci présenteraient des composantes à la fois hostiles et bienveillantes. Selon cette vision, le sexisme pourrait mêler des sentiments positifs à des sentiments antipathiques envers une même personne quel que soit son genre.

#### Sexisme hostile à l'égard des femmes
Ce sexisme hostile découle du pouvoir structurel et correspond, lui, à la conception traditionnelle du sexisme, c’est-à-dire qu’il se caractérise par des attitudes explicitement négatives envers les femmes, qui sont considérées notamment comme des manipulatrices et des séductrices. Il peut se manifester au travers de comportements tels que :
- le harcèlement sexuel ;
- les violences physiques (notamment violence conjugale) ;
- l'humour sexiste ;
- les remarques sexistes.

Il aurait pour objectif de punir les femmes ne respectant pas leurs rôles traditionnels liés au genre.

#### Attitudes hostiles à l'égard des hommes
Les attitudes hostiles à l'encontre des hommes en raison de leur genre se caractérisent par des attitudes explicitement négatives envers les hommes qui ne satisfont pas aux clichés de pouvoir et de dominance liés à leur genre. Ceux-ci sont alors considérés comme manipulés et faibles. Il aurait pour objectif de punir les hommes ne respectant pas leurs rôles traditionnels.
Selon certaines sources, bien que les hommes puissent être victimes de discriminations dues à leur genre, le rapport de force dans la société invaliderait l’existence d’un sexisme anti-homme,,. Les discriminations à leur égard reposeraient sur la valorisation de leur genre, et ils seraient rarement opprimés en raison de leur genre ou de leur sexe,.

#### Sexisme bienveillant
Le sexisme bienveillant, parfois appelé effet « les femmes sont formidables » (« Women are wonderful » en anglais), est un phénomène observé par Alice Eagly et Antonio Mladinic en 1994, puis théorisé dans la notion de sexisme ambivalent par Peter Click et Susan Fiske en 1996.
Contrairement au sexisme traditionnel, le sexisme bienveillant se caractérise par une attitude subjectivement positive et attendrie des hommes envers les femmes,. Il vise à récompenser les femmes qui respectent les rôles sociaux issus de l'histoire sociale liés au genre.
Cette forme de sexisme découlerait d’une relation d’interdépendance existant entre les hommes et les femmes qui induirait, notamment, un sentiment de dépendance sentimentale d'un conjoint envers l'autre lui permettant d’être épanoui. Cette dépendance affective favoriserait le sexisme bienveillant car elle les amène, d’une part, à penser que les femmes sont une ressource précieuse qu’il faut protéger et, d’autre part, à donner de l’affection aux personnes qui satisfont leurs besoins. Cet attachement pousse certaines femmes hétérosexuelles à développer des attitudes positives en réponse au rôle protecteur qu'adoptent les hommes,.
Le sexisme bienveillant est rarement vécu comme un préjugé et se trouve de la sorte mieux accepté, il est aussi plus difficile à percevoir car plus discret. Dans le cas le plus courant des femmes, il repose sur la domination traditionnelle des hommes et partage quelques-uns des présupposés du sexisme hostile, à savoir que les personnes sont mieux adaptées à certains rôles et à certains espaces en fonction de leur genre, qu’elles sont ainsi prédisposées comme étant « plus fortes » ou « plus faibles » et par conséquent que cela justifie la bienveillance à leur attribuer. Le sexisme étant une discrimination et la bienveillance constituant une forme d'attention aux autres, le caractère implicite du sexisme bienveillant rend la lutte contre le sexisme plus difficile et résiste donc aux dispositions législatives relatives au sexisme. En fait, le sexisme bienveillant peut même se révéler plus néfaste que le sexisme hostile, puisqu’il peut être utilisé pour compenser ou légitimer le sexisme hostile. Il est associé à l’émergence chez les femmes d’un sentiment d’incompétence qui amoindrirait leurs performances. Il diminue en outre, chez les femmes, la motivation à vouloir lutter contre les discriminations liées au genre, à l’inverse du sexime hostile.
La galanterie est parfois considérée comme un exemple de sexisme bienveillant, mais cette interprétation n’est pas consensuelle,,,.
Une étude de 2015 relative aux expressions verbales et non-verbales manifestées chez les hommes sexistes quand ceux-ci conversent avec des femmes a mis en évidence que les hommes sexistes bienveillants sont plus patients, plus souriants et complimentent davantage les femmes dans leurs conversations. Ceci n'est pas du tout le cas pour les sexistes hostiles, pour lesquels les corrélations sont d'ailleurs négatives si nous reprenons les dimensions relatives aux sourires et aux compliments. Les sexistes bienveillants montrent également plus d'expressions verbales d'affiliation (accessibilité, comportements amicaux, chaleur) et semblent plus à l'aise avec ces dernières. On peut classer la dénonciation des pratiques de mansplaining dans ces illustrations du sexisme bienveillant.

##### À l'égard des femmes enceintes
D'autres auteurs démontrent que plus les hommes sont sexistes bienveillants, plus ils sont restrictifs à l'égard des femmes enceintes. De la sorte, ils leur imposent des règles arbitraires concernant leurs actions afin de protéger leur santé, alors qu'en réalité elles ne courent aucun risque. À titre d'exemple, le mari de la femme enceinte peut lui interdire de conduire parce qu'il juge que cela est trop risqué.
Toutefois, le sexisme hostile peut également se manifester à l'égard des femmes enceintes et mères. Par exemple, une femme qui reviendrait de son congé de maternité et qui aurait souhaité une promotion avant son départ peut ne plus l'obtenir parce que son patron juge arbitrairement qu'elle n'est plus capable de gérer de telles responsabilités ou qu'elle n'est plus intéressée puisqu'elle est devenue mère.

#### Complémentarité entre sexisme bienveillant et sexisme hostile
Les sexismes hostile et bienveillant forment une combinaison puissante : ils articulent récompenses et punitions pour que les victimes aient conscience de la place qu’elles doivent occuper. En isolation, le sexisme hostile seul amènerait de la rébellion. En revanche, le sexisme bienveillant permettrait d’affaiblir la résistance des victimes à l’égard de l'autorité par son côté gratifiant.
Du reste, les deux formes de sexisme sont corrélées positivement d’après les recherches empiriques,. Il semble d'ailleurs que les femmes adhéreraient d'autant plus au sexisme bienveillant dans des sociétés dans lequel le sexisme hostile chez les hommes est intense. En effet, c'est dans ce type de société que la protection par les hommes, et donc le sexisme bienveillant, leur apparaissent comme les plus précieux.
Selon une étude publiée en 2007, les sexismes hostile et bienveillant de la part des hommes peuvent être liés au besoin de domination sociale pour le premier et à l’« autoritarisme de droite » pour le second. Selon une étude publiée en 2013, les attitudes sexistes hostile et bienveillante à l’égard des hommes peuvent, chez les femmes se déclarant comme hétérosexuelles, être liées à des carences affectives pour la première et à l’anxiété de attachement pour la seconde.

### Conséquences du sexisme ambivalent
Le sexisme ambivalent peut avoir des conséquences négatives sur les performances et sur l'estime de soi.

#### Conséquences sur les performances
Le fait d'être confronté à des formes de sexisme bienveillant pourrait exercer des effets négatifs sur la performance[Quoi ?]. Il semblerait, en effet, que le sexisme bienveillant soit plus dommageable que le sexisme hostile en ce qui concerne les performances.
Le sexisme bienveillant opère grâce à deux mécanismes : d'une part, les individus valorisent les compétences sociales de la femme et, d'autre part, ils dévalorisent sa performance dans les aspects typiquement associés aux hommes tels que la puissance, l’indépendance, l’intérêt de l’accomplissement personnel. La présence conjointe de ces deux mécanismes entraîne une détérioration cognitive.
En effet, le sexisme bienveillant engendre dans l’esprit des femmes des pensées intrusives liées au doute de parvenir à réaliser la tâche. Cela entraîne une surcharge mentale qui consomme une partie des ressources cognitives qui ne peuvent donc plus être utilisées pour se concentrer sur la tâche en question. Par conséquent apparaît une détérioration de la performance à la tâche puisque les femmes adoptent la croyance qu'elles ne sont pas compétentes pour accomplir certaines tâches davantage associées au rôle masculin.
Par exemple, dans une étude menée en Belgique, des femmes sont amenées à réaliser des entrevues de sélection en vue de l'obtention d'un poste dans une industrie chimique au sein de laquelle la population est majoritairement masculine. Le recruteur adopte avec ces femmes différentes attitudes :
- des attitudes associées au sexisme bienveillant considérant que les femmes devront être davantage aidées ;
- des attitudes associées au sexisme hostile considérant les femmes comme le sexe faible ;
- des attitudes non sexistes.

Lors de cette entrevue, il leur est proposé une tâche de résolution de problème géométrique dans laquelle elles doivent trouver le chemin le plus court pour se rendre d'un point à un autre sur une carte. Cette étude montre que la performance des femmes dans la condition hostile est meilleure que dans la condition bienveillante.
Ils en concluent donc que le sexisme bienveillant a un impact négatif sur les performances. Ce qui n'est pas le cas pour le sexisme hostile qui est néanmoins source de préjudice, ou encore pour les attitudes non sexistes.

#### Conséquences sur l'estime de soi
Une étude réalisée aux Pays-Bas a montré l'influence du sexisme bienveillant sur l'estime de soi des femmes. Au cours de cette étude, les participantes sont tout d'abord placées dans deux groupes et amenées à lire un texte faisant référence respectivement à du sexisme bienveillant et à du sexisme hostile.
Le texte bienveillant indique que les femmes :
- sont des êtres purs ;
- ont une sensibilité morale plus grande que les hommes ;
- doivent être chéries et protégées par les hommes ;
- complètent les hommes grâce à l'amour qu'elles leur donnent.

Le texte hostile indique lui que les femmes :
- sont trop facilement offensées et qu'elles interprètent de simples remarques comme étant des remarques sexistes ;
- exagèrent les problèmes qu'elles rencontrent dans la sphère du travail ;
- crient trop facilement à la discrimination ;
- ne savent pas apprécier ce que les hommes font pour elles.

Les participantes sont ensuite amenées à répondre à des questions sur l'estime de soi et sur les compétences.
Les résultats obtenus à la suite de cela indiquent que les femmes exposées au sexisme bienveillant ont une perception d'elles-mêmes plus négative en ce qui concerne l'aspect « réalisation de tâches » (aspect habituellement associé aux hommes). Elles se décrivent également davantage en termes relationnels (aspect traditionnellement associé aux femmes) que celles exposées au sexisme hostile.
En conclusion, les femmes exposées au sexisme bienveillant s'estiment plus orientées « relationnel » et moins orientées « tâches » que les femmes exposées au sexisme hostile. Cela est en accord avec les caractéristiques traditionnellement associées à chaque sexe par les stéréotypes de genre.

### Mesure du sexisme ambivalent: l’Ambivalent Sexism Inventory
Dans une étude de 1996, Glick et Fiske utilisent une échelle mise au point par Swim et al. en 1995, qui permet de mesurer le sexisme ambivalent au niveau individuel. Celle-ci vise à mesurer les différences individuelles du sexisme ambivalent (hostile et bienveillant). Elle se compose de 22 items, qui sont évalués à travers une échelle de Likert. L’échelle est répartie en deux sous-échelles : la sous-échelle du sexisme hostile (SH) et la sous-échelle du sexisme bienveillant (SB). La première comporte des items comme « la plupart des femmes interprètent des remarques comme étant sexistes », « les femmes exagèrent les problèmes qu’elles rencontrent au travail », ou encore « les féministes ont des demandes tout à fait exagérées ». La seconde comporte 11 items répartis en trois dimensions qui évaluent les différents aspects du sexisme bienveillant : l'intimité hétérosexuelle (IH), la protection paternaliste (PP) et la différenciation de genre (DG). Elle comprend des items comme « les femmes devraient être protégées et être aimées par les hommes » ou « les femmes, comparées aux hommes, ont tendance à faire preuve d’un plus grand sens moral ».
Depuis l’étude initiale, d’autres recherches ont montré la validité et la pertinence de cette échelle. Bien qu’étant conçue en anglais, elle est valide dans d’autres langues — comme le français —, indépendamment de la culture. D’autres études suggèrent que des attitudes sexistes ambivalentes à l’égard des hommes existent également indépendamment de la culture.
L’ASI a cependant deux limites : il repose sur l’auto-déclaration et peut donc souffrir du biais de désirabilité sociale, et, selon les chercheurs Tadios Chisango et Gwatirera Javangwe, les notions de sexisme « bienveillant » et « hostile » seraient trop abstraites et non applicables dans certaines langues. D’autres chercheurs ont proposé des adaptations de l’ASI qui ne requièrent pas d’auto-déclaration, voire d’autres échelles, comme le modern sexism scale (« échelle du sexisme moderne »).

### Sexisme moderne et néo-sexisme
Le sexisme moderne et le néo-sexisme sont des formes actuelles du sexisme. Elles sont relativement proches et sont sous-tendues par les mêmes croyances :
- ils nient tout d'abord le fait que la discrimination à l'égard des femmes constitue un problème ;
- ils considèrent que les femmes ont des demandes relativement exagérées ;
- ils trouvent que la société octroie des faveurs spéciales à l’égard des femmes[73].

#### Sexisme moderne
La forme « moderne » du sexisme a été identifiée par analogie à l'évolution du racisme constatée en 1986. En 1995, Swim et al. définissent le sexisme moderne comme le déni d'une discrimination continuelle fondée sur le sexe et le sentiment que les femmes exigeraient trop des législateurs.
Cette thèse se fonde sur trois mythes :
- les inégalités ne seraient ni douloureuses, ni graves ;
- le véritable sexisme ne serait que très peu répandu dans la société ;
- les femmes aimeraient leur statut inférieur et opteraient librement et consciemment pour ce dernier.

Le sexisme moderne engendre des réactions négatives et un manque de soutien à l'égard des personnes qui se plaignent de sexisme. Il peut donner lieu à des réactions défavorables quant aux efforts effectués en vue de réduire les inégalités. Par conséquent, le sexisme moderne semble en partie maintenir les inégalités.

#### Néo-sexisme
Le néo-sexisme serait un conflit entre des valeurs d’égalité et des vestiges de croyances et de sentiments négatifs envers un genre. Il affecterait les genres féminin et masculin, selon le philosophe et sociologue Pierre-André Taguieff.
Les individus néo-sexistes seraient empreints d'égalité mais conserveraient néanmoins des sentiments négatifs à l'égard d'un genre. En outre, le néo-sexisme se réfère à des caractéristiques dites « externes », soit à la tâche et non à l'individu.

### Liens entre les différentes formes de sexisme
Le sexisme moderne et le néo-sexisme ont des caractéristiques communes avec le sexisme bienveillant : tous trois ne s’affichent pas de manière explicite, comme le fait le sexisme traditionnel. En revanche, le néo-sexisme et le sexisme moderne diffèrent du sexisme bienveillant parce qu’ils donnent l'illusion d'une égalité entre genres tout en omettant la discrimination touchant les femmes. Le sexisme bienveillant, quant à lui, se dissimule sous une apparence chevaleresque mettant les femmes sur un piédestal.

## Sexisme et système patriarcal
Le système patriarcal est un système dans lequel les hommes exercent « un contrôle structurel sur les institutions politiques, juridiques, économiques et religieuses ». Il repose sur six structures : l’emploi, le travail domestique, la culture, la sexualité, la violence et l’État. Ces structures sont indépendantes mais il existe des interactions entre elles, et ces interactions sont à l’origine de différents types de patriarcats, regroupés entre deux extrémités : d’un côté le patriarcat privé, de l’autre le patriarcat public. Le patriarcat privé englobe les tâches domestiques qu’on associe à la femme, qui est ainsi maintenue dans la famille mais exclue de l’espace public. Le patriarcat public, quant à lui, comprend le travail salarié et l’État, il ségrègue et subordonne la femme dans l’espace public. Pour les féministes, le patriarcat est « un système de domination des hommes sur les femmes permettant d’expliquer la prévalence des inégalités hommes-femmes ainsi que leur continuité dans l’histoire ». On peut donc mettre en lien direct ce concept avec celui de sexisme.

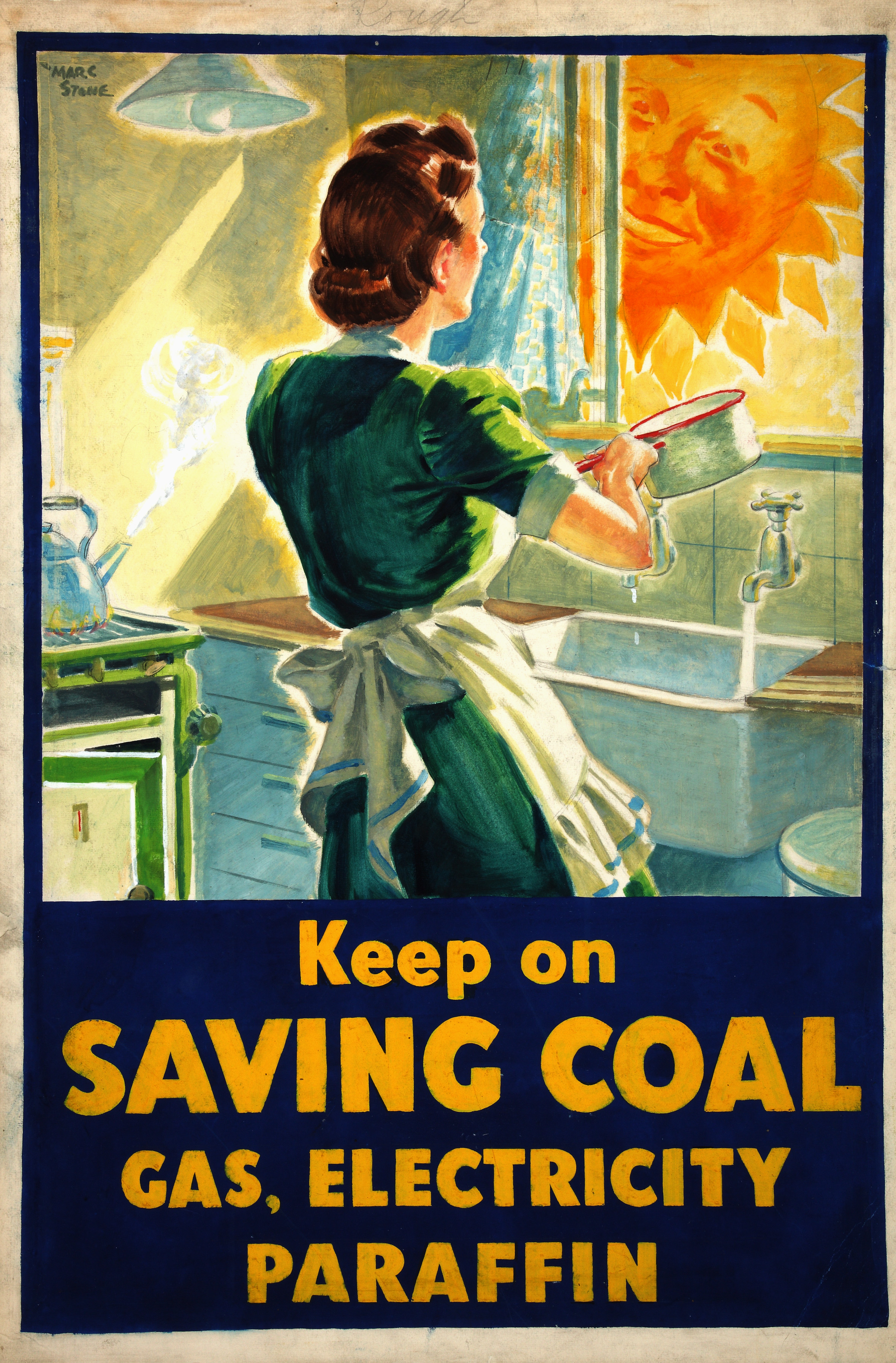
Exemple d'affiche de propagande qui valorise le rôle des femmes au foyer dans l’effort de guerre.

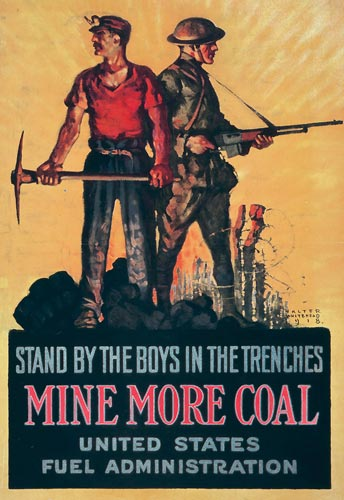
Exemple d'affiche de propagande qui valorise le rôle des hommes à la mine dans l’effort de guerre.

Selon la théorie de la justification du système, les stéréotypes de genre et le sexisme bienveillant permettraient à trois mécanismes de maintenir un système patriarcal et de le justifier :
- la justification des rôles : les stéréotypes de genre induisent l’idée que les personnes sont particulièrement adaptées pour endosser les rôles genrés prescrits pour eux par la société. Ils « rationalisent » en quelque sorte les différences entre les hommes et les femmes. Cette « justification des rôles » légitime le système en le faisant paraître non seulement comme équitable, mais également naturel et même inévitable[53]. Ce processus a été mis en évidence par l'expérience d'Hoffman et Hurst[48] qui ont, pour les besoins de leur recherche, inventé un monde divisé en deux groupes : l'un travaillant et l'autre gardant les enfants. Même en dotant ces deux groupes de traits de personnalité égaux (il n'y avait donc pas de réelle différence entre les deux groupes autre que le rôle social), les sujets de l'expérience avaient tendance à stéréotyper le groupe travailleur comme étant plus compétent mais moins chaleureux que le groupe s'occupant des enfants. Les sujets de l'expérience, à travers les stéréotypes de genre, expliquaient et justifiaient le rôle social de chaque groupe (c'est-à-dire le fait de travailler ou de s'occuper des enfants)[53] ;
- la cooptation : le sexisme bienveillant empêche les femmes de réprouver un système qui ne considère pas leurs compétences. En effet, par l’attribution de qualités positives aux femmes, elles peuvent se sentir « avantagées » et soutenir alors le système qui les flatte, du moins en partie[53]. Par exemple, elles pourraient se sentir complimentées et accepter une remarque (pourtant sexiste) les décrivant comme « pures », « délicates » et « devant être chéries par les hommes »[91]. Contrairement à la justification des rôles, ce processus de cooptation ne fonctionne que concernant les traits socialement désirables promus par le sexisme bienveillant (en particulier, ceux qui considèrent leur « chaleur » et leurs traits « communaux »)[53] ;
- la complémentarité des stéréotypes de genre : l’idée que chaque groupe se voit attribuer à la fois des traits positifs et négatifs légitime le système en le rendant juste, équitable et équilibré aux yeux des individus et, plus spécifiquement, à ceux des femmes. De fait, alors qu’un système sexiste nie toute aptitude féminine qui sorte du champ purement domestique et familial, le fait que ce même système attribue une valeur hautement positive à ces domaines est censé compenser le pouvoir attribué aux hommes en matière de statut et de pouvoir social. Par exemple, c'est par la haute valorisation de ces qualités domestiques (via les stéréotypes de genres) que certaines femmes choisissent d'être femmes au foyer à temps plein, confirmant et adhérant de cette façon à une société sexiste. Autrement dit, les stéréotypes de genre soutiennent un système sexiste en considérant les hommes et les femmes comme étant « complémentaires mais égaux » et en postulant que le rôle de femme au foyer ne serait pas inférieur à celui d'un homme qui travaille. Cette idée de société « égalitaire » provenant des stéréotypes de genre semblerait toutefois être un point de vue assez récent[53].

Néanmoins, ces trois mécanismes ne sont pas autosuffisants, il faut qu'ils agissent en interaction pour être efficaces. En effet, la complémentarité des stéréotypes de genre ne peut justifier un système sexiste que si elle est soutenue par le processus de justification des rôles ainsi que par celui de cooptation.
La théorie de la justification du système suppose que le sexisme est une conséquence d'une société inégalitaire. D'autres travaux démontrent le contraire : le sexisme produirait les inégalités et non l'inverse. Dans cette ligne de conduite, une étude internationale menée en 2005 et 2007 dans 58 pays s'est penchée sur la relation entre le taux de sexisme et la présence d'inégalités au sein d'un pays. Les résultats démontrent que les inégalités entre les genres sont renforcées lorsque le sexisme hostile augmente dans une société. Autrement dit, si deux pays ont un niveau d'inégalité identique au départ et si le niveau de sexisme est plus élevé dans l'un que dans l'autre, le pays avec le niveau de sexisme plus élevé verra les inégalités entre les genres se marquer davantage avec le temps.

## Réification et hypersexualisation des femmes
La réification (fait de considérer les femmes comme des objets) et l'hypersexualisation (fait de donner un caractère sexuel à la femme) sont des formes de manifestation du sexisme qui peuvent entraîner des conséquences préjudiciables pour les femmes.

### Réification sexuelle des femmes
La réification est un processus cognitif à travers lequel un individu s'évalue ou est évalué par les autres comme étant un objet. Ainsi, le corps d'une personne devient la principale représentation de son identité. Ce processus découle de la théorie de la réification développée par Barbara Fredrickson et Tomi-Ann Roberts en 1997, qui vise à étudier les effets entraînés par le fait de se considérer soi-même comme un objet.
Ce processus de réification peut, comme les stéréotypes, affecter certaines catégories de personnes (femmes, minorités ethniques…). Ainsi, par rapport aux hommes, les femmes auraient plus tendance à être victimes de réification sexuelle. À force d'être considérées comme tels, les femmes en viendraient à percevoir leur propre corps comme étant destiné au désir d'autrui.

#### Réification d'autrui
La philosophe Martha Nussbaum identifie sept façons de considérer une personne comme un objet :
- l'instrumentalisation : il s'agit de traiter une personne comme un objet ;
- le déni de l'autonomie : considérer une personne comme non autonome ;
- la passivité : traiter une personne comme manquant de capacité à agir (agentivité) ;
- l'interchangeabilité : la personne est vue comme interchangeable avec des objets ;
- la possession : l'autre est considéré comme étant quelque chose qui peut être possédé ;
- le déni de subjectivité : ne pas considérer les sentiments et les expériences d'une personne ;
- la violabilité : traiter une personne comme si elle n'avait aucune limite à son intégrité.

Trois autres catégories ont été ajoutées par Rae Langton à celles de Nussbaum :
- réduction au corps : identifier une personne à son corps ou à certaines parties corporelles ;
- réduction à l'apparence : considérer une personne selon son apparence physique ;
- réduction au silence : se comporter avec une personne en considérant cette dernière comme incapable de parler ou étant de nature silencieuse[112]

Deux éléments tendent à démontrer la réification sexuelle des femmes : le face-isme et l'effet d'inversion.

##### Face-isme
Les hommes et les femmes ne sont souvent pas représentés de la même manière, que ce soit dans les publicités, dans les articles de journaux, dans les portraits et les autoportraits, ou encore dans les dessins[source insuffisante].
Ainsi, dans la publicité, il n'est pas rare que le corps de la femme soit mis en avant. Même s'il arrive d'apercevoir celui d'un homme, un constat marquant peut être fait : les compétences de l'homme sont davantage mises en avant (homme d'affaires par exemple).
De plus, les représentations des femmes laisseraient davantage apparaître, en plus du visage, une partie du buste, ce qui n'est pas le cas pour les hommes. Les représentations de ces derniers laisseraient uniquement apparaître le visage. Ce phénomène porte le nom par anglicisme de « face-isme ».
De fait, la vision d'un visage plus proéminent serait associée à des qualités comme l'intelligence et l'ambition. Les photos des hommes, laissant apparaître uniquement le visage, maintiendraient donc la présence de stéréotypes de genre.

##### Effet d'inversion
Les objets et les corps (ou visages) humains sont analysés différemment par notre cerveau. Ainsi, les objets sont analysés selon un mode analytique, c'est-à-dire en tenant uniquement compte des parties constituantes de ceux-ci. À l'inverse, les personnes (corps ou visages) sont analysées selon un mode configural. Cela signifie que les relations spatiales entre les différentes parties du corps sont prises en compte. Il est, par conséquent, plus facile de reconnaître des objets présentés à l'envers que des visages ou des corps humains puisque le traitement des objets ne tient pas compte des relations spatiales (mises à mal lors d'une inversion de l'image perçue).
Ainsi, une étude réalisée en Belgique a montré que les femmes en petite tenue seraient davantage analysées selon un mode analytique que les hommes en petite tenue. Par conséquent, ces dernières seraient davantage associées à des objets que les hommes.
Une autre étude présentait des photos de femmes et d'hommes en petite tenue à des étudiants. Une première photo leur était montrée à l'endroit. Ensuite, cette même photo, accompagnée d'une photo identique mais présentée en miroir leur était montrée soit à l'endroit, soit à l'envers. Ils devaient alors dire laquelle des deux photos montrées en deuxième lieu correspondait à la première image. Il a pu être constaté que les photos présentant un homme étaient plus facilement reconnues lorsqu'elles étaient présentées à l'endroit et moins bien reconnues lorsqu'elles étaient présentées à l'envers. Cela montre que le corps de l'homme est donc analysé comme étant un tout. Tandis que pour les images présentant une femme, celles-ci sont bien reconnues, tant à l'endroit qu'à l'envers. Le corps des femmes sexualisées serait, dès lors, regardé de manière analytique tout comme le sont les objets.

#### Auto-réification et auto-sexualisation

##### Auto-réification
L'auto-réification consiste à se percevoir soi-même comme un objet en adoptant, pour cela, le regard d'un observateur extérieur.
Cette manifestation du sexisme touche davantage les femmes que les hommes. Par conséquent, ces dernières porteraient une plus grande attention sur leur apparence, leurs vêtements, leur maquillage, etc. sous le poids de l'auto-réification. Elles s'imposeraient également une alimentation stricte ou pratiqueraient du sport de manière intense pour être satisfaites de leur image et pour modifier le regard que les autres portent sur elles.
Il existe deux types d'auto-réification :
- l'auto-réification « trait » : signifie que certains individus accorderaient une plus grande importance à leur image que d'autres. En d'autres mots, tout le monde ne perçoit pas de la même manière son apparence.
- l'auto-réification « état » : qui sous-tend que certains contextes engendrent ou amplifient l'auto-réification.

##### Auto-sexualisation
L'auto-sexualisation correspond à l'ensemble des actions entreprises par une personne afin de mettre en évidence sa fonction sexuelle.
Cette stratégie, étant guidée par des buts individuels comme la recherche d'attention, peut être associée à la stratégie du faible. En effet, celle-ci est utilisée pour compenser un manque de pouvoir ou encore pour acquérir de bonnes relations sociales. Ainsi, elle est souvent utilisée par des femmes se trouvant dans une position sociale faible. Afin d'y voir plus clair, donnons l'exemple de deux femmes hétérosexuelles s'embrassant en soirée afin d'attirer l'attention des hommes ou encore des magazines affichant des femmes à moitié dénudées.

#### Conséquences de l'auto-réification et de l'auto-sexualisation

##### Conséquences de l'auto-réification
L'auto-réification entraîne différentes conséquences psychologiques sur les femmes :
- Augmentation de l'anxiété :

L'auto-réification augmente l'anxiété des femmes par rapport à leur sécurité physique, c'est-à-dire leur peur d'être violées ou agressées. Elle augmente également leur anxiété quant à leur apparence physique. Celles-ci ont en effet peur de la manière dont leur corps va être jugé et regardé.
- Sentiment de honte :

L'auto-réification amène aussi un certain sentiment de honte chez les femmes vis-à-vis de leur corps étant donné qu'elles se comparent à des standards de beauté et ne les atteignent pas.
- Diminution du flow :

L'auto-réification diminue la capacité des femmes à être totalement absorbées dans des activités mentales et physiques complexes (=le « flow »). Ainsi, ces activités ont tendance à être interrompues quand leur apparence ou une fonction de leur corps fait l'objet d'attention de la part d'autrui.
- Diminution de la conscience des états corporels :

Elle diminue également la capacité des femmes à prendre conscience de leurs sensations internes telles que la faim, la soif, etc.
- Apparition de troubles mentaux :

L'ensemble des éléments ci-dessus ainsi que les expériences extérieures de réification sexuelle peuvent mener à des problèmes mentaux tels que les troubles des conduites alimentaires, la dépression et des troubles sexuels.
Le schéma suivant permet d'illustrer le mécanisme de l'auto-réification et ses conséquences :

##### Conséquences de l'auto-sexualisation
L'usage de la stratégie d'auto-sexualisation, souvent utilisée par des femmes se trouvant dans une position sociale faible, entraîne des risques. En effet, elle peut rendre encore plus vulnérables au harcèlement et aux violences sexuelles. De plus, cette stratégie maintient les femmes dans leurs rôles d'objet sexuel et justifie donc leur position subalterne.

### Médias et hypersexualisation
L'hypersexualisation (en anglais « sexualization ») consisterait à donner un caractère sexuel à un comportement ou à un produit qui n'en a pas en soi. Elle se caractérise par un usage excessif de stratégies axées sur le corps dans le but de séduire et apparaît comme un modèle de sexualité réducteur, diffusé par les industries à travers les médias, qui s'inspirent des stéréotypes véhiculés par la pornographie : homme dominateur, femme-objet séductrice et soumise.
Pour l’APA (American Psychological Association), il y a hypersexualisation lorsque l'un des quatre critères suivants est rencontré :
- la valeur d’une personne dépend uniquement de son comportement sexuel ou de l’attirance sexuelle qu’elle dégage, excluant d’autres caractéristiques ;
- une personne est assujettie à une norme qui assimile l’attraction physique (strictement définie) au fait d’être sexy ;
- une personne est sexuellement dépersonnalisée, elle est davantage considérée comme un objet sexuel (c.f réification) que comme une personne apte à agir de façon indépendante et à prendre des décisions ;
- la sexualité est imposée à une personne de façon inappropriée.

Elle peut prendre diverses formes :
- une tenue vestimentaire qui met en évidence des parties du corps (décolleté, pantalon taille basse, chandail moulant, etc.) ;
- des accessoires et des produits qui accentuent de façon importante certains traits et cachent « les défauts » (maquillage, bijoux, talons hauts, ongles en acrylique, coloration des cheveux, soutien-gorge à bonnets rembourrés, etc.) ;
- des transformations du corps qui ont pour but la mise en évidence de caractéristiques ou de signaux sexuels (épilation des poils du corps et des organes génitaux, musculation importante des bras et des fesses, etc.) ;
- des interventions chirurgicales qui transforment le corps en « objet artificiel » : seins en silicone, lèvres gonflées au collagène ;
- des postures exagérées du corps qui envoient le signal d’une disponibilité sexuelle : bomber les seins, ouvrir la bouche, se déhancher, etc. ;
- des comportements sexuels axés sur la génitalité et le plaisir de l’autre.

Cette surenchère à la sexualité est présente dans tous les aspects de notre quotidien et concerne tant les hommes que les femmes, bien que ces dernières soient plus touchées. L’hypersexualisation serait également une tendance à ramener l’identité des individus à leur seule dimension sexuelle, c’est-à-dire au fait d’avoir un sexe et des relations sexuelles.

#### Développement de l'hypersexualisation
C'est un phénomène qui se développe chez les jeunes adolescents et adolescentes qui adoptent des attitudes et des comportements sexuels jugés trop précoces comme l'utilisation précoce d’éléments issus de la mode féminine adulte ou encore « des attitudes de petites femmes sexy ».
Ces pratiques s’inscrivent dans des transformations plus générales. En effet, les enfants revendiquent aujourd’hui une autonomie plus précoce et en bénéficient, non seulement du fait de l’évolution des modèles familiaux, mais aussi par l’arrivée des nouveaux médias de masse et des nouveaux outils de communication,.
Cette autonomie s’exprime sur de nombreux plans culturels que ce soit dans les domaines de la musique, des nouvelles technologies ou encore de la mode. L’hypersexualisation du corps des jeunes filles interroge par conséquent les modalités contemporaines de construction des adolescents. Plusieurs travaux de recherche se sont penchés sur cette question et ont mis en exergue les liens existant entre médias et construction de la sociabilité. Certains montrent, par exemple, qu’en s’identifiant au modèle des stars de la musique et du cinéma, les filles expérimentent et s’approprient les codes de la séduction corporelle. D’autres insistent sur le fait que les adolescents utilisent les médias, notamment la musique pop, pour explorer les limites de la séduction et apprendre à devenir des adultes.
Des chercheurs remarquent que les mères des enfants des classes supérieures se montrent bien plus critiques à l’égard de ce phénomène qu’elles trouvent trop précoce. Cela implique, selon elles, un danger aussi bien physique que scolaire. Elles tentent par conséquent de le retarder et, dès lors qu’elles acceptent l’usage de vêtements issus du vestiaire féminin adulte, l’accompagnent au plus près.
Les recherches féministes s’attachent aussi à dénoncer le discours sur l’apparence proposée aux « préadolescentes » par les médias et, plus particulièrement, des magazines. Elles insistent sur l’idée d’imprégnation idéologique liée aux médias qui, sous couvert de libération sexuelle et d’épanouissement de soi, prépare en réalité les filles à leur place asymétrique dans les rapports sociaux de sexe,.
Les médias joueraient, au moment de l’entrée dans l’adolescence, un rôle essentiel dans la socialisation vestimentaire des filles et, plus particulièrement, dans leur prise en compte des normes dominantes de la féminité. Nombre de ces figures féminines issues de la chanson pop, ou encore du monde du RN’B qu’affectionnent les filles au collège, leur proposent un modèle de féminité axé sur une apparence hypersexualisée.

#### Influence médiatique
L'hypersexualisation serait donc en partie véhiculée par les différents médias. Or, les médias, avec le concours d’autres institutions sociales, sont des agents de socialisation qui contribuent à l’intériorisation des normes de conduite, à la construction de l’identité et à l’élaboration de références communes. De nombreux spécialistes soulignent les dérives possibles d’un « sexocentrisme » relayé par les médias qui véhiculent une image du corps à travers le culte de la performance sexuelle et de l’apparence physique. De plus, la publicité et les médias utilisent, en général, de plus en plus des représentations de la femme et de l'homme « objet sexuel » à des fins strictement commerciales. Cette pratique modifierait les rapports sociaux égalitaires entre les femmes et les hommes.
Une étude belge analysant la presse, des publicités et des programmes (clips, téléréalités, dessins animés, feuilletons) à destination des préadolescents souligne que :
- l’utilisation et le choix de ces supports sont marqués par une forte distinction entre les sexes. Des préférences sont nettement affichées par les filles pour la presse, les clips et les téléréalités ;
- les messages à caractère stéréotypé sont présents dans tous ces supports à plus ou moins forte dose. Les clips vidéo étant le support où ces codes sont surreprésentés ;
- les filles sont surexposées aux messages à caractère sexiste par leur préférence pour les supports qui en véhiculent le plus ;
- dans la presse pour filles de 8-12 ans, les messages véhiculés, bien que présentant des stéréotypes, ne sont pas encore clairement dans le registre de la « sexualisation » explicite car un contrôle et une régulation des contenus et des images sont exercés. Toutefois, on retrouve dans la presse pour adolescentes de nombreux messages sous-jacents centrés sur le corps et l’apparence.

Outre une représentation des femmes souvent près d’une fois et demie supérieure à celles des hommes (248 femmes pour 152 hommes dans les publicités et 92 femmes pour 72 hommes pour les clips), l’analyse de ces programmes met en avant une mise en scène morcelée du corps. Le corps de la femme est présenté sous forme de « plans coupés », parties du corps anonymisées et sexualisées. Les plans courants étant ceux des fesses, des seins, de la bouche. Cette présentation des personnages féminins renforce donc l’idée de la femme en tant qu’objet sexuel.
Les clips de R’n'B et de rap présentent également des images très clivées entre les femmes et les hommes. Les hommes sont généralement présentés comme décontractés, aucune partie de leur corps n’est spécialement mise en avant généralement. Les femmes sont quant à elles plus souvent présentées avec des postures évoquant la sexualité.

##### Pornographisation
La pornographisation peut donc se comprendre comme un processus qui a permis de transférer certaines valeurs (comme le culte de la performance sexuelle, l’importance donnée à l’apparence physique, les stéréotypes de l’homme viril et de la femme-objet) ainsi que certaines pratiques (comme la dissociation entre l’agir sexuel et les sentiments, les danses lascives, les mimiques faciales et positions corporelles suggestives, une grande diversité de pratiques sexuelles avec un grand nombre de partenaires différents, des façons de s’habiller) du monde de la pornographie vers la société en général par l’intermédiaire des médias. Ces attitudes comprendront des caractéristiques sexuelles dont les codes seront issus du monde de la pornographie et seront clairement identifiables grâce aux stéréotypes sexistes mis en œuvre.

##### Porno chic
Le « porno chic » est un exemple de cette pornographisation de la culture. Le terme désigne une pratique publicitaire qui puise son inspiration directement dans la pornographie. Le but principal de cette publicité, outre le fait qu’elle vise à élargir la clientèle, est de retenir l’attention du public et d’influencer son opinion à l’égard de la marque. Le « porno chic » est né aux États-Unis au début des années 1970 pour désigner les productions les plus élaborées de films pornographiques, un genre qui sortait à l'époque d'une semi-clandestinité et commençait à être autorisé à la diffusion dans des salles de cinémas. C'est un phénomène qui touche beaucoup la publicité des produits haut de gamme, de luxe (parfums, haute couture, mode, etc.). Il consiste en une représentation considérée par ses détracteurs comme souvent déshumanisée de l'être humain en utilisant tantôt la nudité, tantôt la soumission ou encore l'asservissement sexuel.
La stratégie du « porno chic » des grandes marques de luxe a pour objectif de susciter un désir chez le consommateur tout en lui faisant mémoriser la marque, ce pour quoi la provocation est très utile. En impliquant fortement le consommateur, le shockvertising (publicité provocatrice) garantit la remarquabilité de l’annonce et augmente son taux de mémorisation.
Toujours selon ses détracteurs, on distingue généralement trois formes de publicité « porno chic » :
- la publicité égalitaire : dans celle-ci, les femmes sont bien identifiées par leur féminité, mais ne sont pas dans un schéma de domination (ni dominante, ni dominée). Ces publicités qui ne sont pas discriminantes seraient très peu nombreuses ;
- la publicité discriminante : forme la plus courante, elle recourt aux stéréotypes par des images de discrimination. Hommes et femmes y ont un rôle discriminant, où ce sont généralement les femmes qui sont méprisées ;
- la publicité agressive : elle se distingue par un arrière-plan morbide (maladie…) ou mortifère (mort). Elles se réfèrent à des pratiques sexuelles agressives, allant dans le sens d’une domination d’un sexe par l’autre. La femme serait souvent représentée dans une position animale voire implicitement comme un objet.

#### Conséquences de l'hypersexualisation

##### Difficultés psychologiques et physiques
Les jeunes adolescents subiraient diverses pressions des médias et de leur entourage. Ils deviendraient dépendants de l’appréciation des autres et, par le fait même, vulnérables avec des conséquences néfastes sur leur santé mentale. Cette survalorisation de l’apparence et de la séduction comme mode de rapport à l’autre comporterait également des risques pour la santé physique des jeunes filles comme des troubles des conduites alimentaires, l’utilisation récurrente de régimes amaigrissants dès le plus jeune âge, la consommation de drogue et d’alcool, le tabagisme, le recours aux chirurgies esthétiques, les relations sexuelles. Selon des études, même si les filles sont meilleures dans plusieurs domaines, leur estime de soi serait plus faible que celle des garçons.
L'Association américaine de psychologie distingue trois types de problèmes de santé mentale rattachés à l'hypersexualisation chez les jeunes filles : les troubles des conduites alimentaires, la faible estime de soi et la dépression.
D'autres enjeux identitaires comme l'insatisfaction face à leur image corporelle serait également une des conséquences de ce processus d'hypersexualisation entraînant des comportements à risques (malnutrition, comportements sexuels sans protection…).
L'hypersexualisation toucherait également les hommes et mènerait à une diminution de l’attirance pour leur partenaire, mettrait en péril la capacité d’être empathique avec leur partenaire féminin et interférerait sur leur capacité à conserver une relation.

###### Transformation en objet de fantasme
L’hypersexualisation renforcerait également les stéréotypes sexuels et l'idée selon laquelle la femme doit être soumise tandis que l’homme doit avoir le pouvoir. Ce phénomène entraînerait également une compréhension plus mécanique du corps (un corps malléable que l’on peut et doit modifier à des fins esthétiques et sexuelles). La sexualité deviendrait également un simple rapport de communication et de consommation dans la société.
En conditionnant l'image des hommes et des femmes, les médias accentueraient donc les inégalités de genre dès le plus jeune âge. Ce processus d'hypersexualisation s'impose donc comme un véritable argument marketing auprès de marques.
Ainsi, la ligne de sous-vêtements « Jours Après Lunes », lancée en janvier 2011, propose des soutien-gorge à partir de quatre ans. L'entreprise Abercrombie & Fitch propose également des bikinis rembourrés vendus « dès 7 ans ». Les fillettes peuvent même allaiter leur poupée « Breast Milk Baby » à l’aide d’un débardeur avec tétons intégrés. La marque Tammy (Etam pour les 8-16 ans) a également commercialisé des strings pour enfants.
Ce phénomène de sexualisation précoce serait pour certains auteurs l'une des explications du sexisme. Selon eux, puisque les enfants apprennent du monde des adultes, ceux-ci sont vulnérables face aux compagnies de marketing. Or, les modèles et les produits qu’on leur propose sont très sexualisés, tels les poupées, vêtements, jeux, dessins animés et téléréalités diffusées aux heures de grande écoute. Outre cela, ce phénomène contribuerait à la demande de plus en plus croissante de pornographie en mettant en scène des mineurs.
Pourtant, selon certains auteurs, si les jeunes s’inscrivent dans de telles démarches ou sont tentés de le faire, c’est que ces comportements servent de support à leur sociabilité. Y adhérer serait non seulement pour eux une manière d’affirmer qu'ils grandissent, mais aussi de marquer leur adhésion aux normes du groupe dans lequel ils sont insérés.

##### Violences et agressions sexuelles
L’hypersexualisation contribuerait également à l'augmentation des violences et des agressions sexuelles. Un nombre grandissant de magazines, vidéos, calendriers, jouets, vedettes de la chanson, sites Internet pornographiques et publicités de toutes sortes accentueraient quotidiennement le message que le corps des filles et des femmes peut être utilisé, exploité, vendu, agressé.
En effet, la surexposition des jeunes à des contenus pornographiques peut être vécue comme une « effraction psychique » sur un plan psychologique. Les représentations véhiculées dans la pornographie autour de la violence et de la domination sur les femmes en particulier induiraient une certaine forme de légitimation de la violence entre pairs. Ces mécanismes sont à l’œuvre dans le cyberharcèlement, le harcèlement sexuel entre adolescents et toutes les pratiques déviantes.

### Prévention et lutte contre le sexisme
En 2022, alors que « tous les trois jours en France, une femme est tuée parce qu’elle est une femme » et que selon le dernier rapport du HCE « Le sexisme ne recule pas en France. Au contraire, il perdure et ses manifestations les plus violentes s’aggravent », et à l'occasion d'une campagne nationale de sensibilisation intitulée « Le sexisme on ne sait pas toujours quand ça commence, mais on sait comment ça se termine »,, sur demande du Haut Conseil à l'égalité (HCE), le Gouvernement français déclare que le 25 janvier « journée nationale contre le sexisme pour une société plus égalitaire ».
Le droit et le dispositif pénal de plusieurs pays permettent de sanctionner les actes sexistes, y compris le harcèlement de rue.

#### Lutte contre l'hypersexualisation
La lutte contre l’hypersexualisation encourage à développer la capacité d’analyse des jeunes et leur esprit critique en développant l’éducation aux médias et au décodage publicitaire,,.
Certains spécialistes expliquent également l'importance de discuter avec l'entourage de la question de l’hypersexualisation, les sensibiliser aux messages communiqués dans les vidéos, la musique, les magazines, la publicité, les télé-réalités, les concours des plus belles filles, etc. Ils mentionnent également l'importance d'éviter la promotion de produits sexistes.
D’autres outils didactiques développés par plusieurs organismes et chercheurs, par exemple ceux du projet « Outiller les jeunes face à l’hypersexualisation : Oser… être soi-même », sont également mis en place dans le but sensibiliser les gens. Le « Y des femmes » produit également plusieurs outils qui peuvent servir à cette sensibilisation.

## Développement chez les enfants

### Rôle des jouets
Les objets du quotidien sont fondamentaux dans l'explication de l'apparition du sexisme chez les enfants, puisqu'ils induisent déjà chez eux des stéréotypes que ces derniers ne soupçonnent même pas. En effet, ces objets rendent concrètes les différences qui existent entre les filles et les garçons. Ce phénomène est très bien illustré dans les magazines de jouets qui sont publiés en période de fêtes de fin d'année : on distingue clairement les jouets destinés aux filles et ceux destinés aux garçons, les premiers étant la plupart du temps de couleur rose, les seconds de couleur bleue.

### Littérature jeunesse
Les livres sont également importants. Ils touchent en effet les enfants de manière très précoce. Ainsi, il existe déjà des livres pour les tout petits enfants, ce sont souvent des livres d'images, cartonnés ou en tissu. Par la suite, quand ces mêmes enfants grandissent, ils passent alors aux bandes dessinées, et plus tard encore aux histoires de plus grande envergure sous forme de romans. Les garçons et les filles n'occupent pas des places égales au sein des livres, en particulier dans la littérature jeunesse. En effet, une étude menée en 1994 montre que les personnages féminins y sont largement sous-représentés (en proportions, dans la littérature jeunesse, les personnages principaux de sexe féminin ne représentent que 40 % des cas). De façon contradictoire, on y retrouve toutefois davantage de mères et grands-mères que leurs équivalents masculins, alors que le versant du monde du travail est, quant à lui, en grande partie constitué de personnages de sexe masculin. Par ailleurs, dans ces histoires, les personnages féminins sont limités à certains métiers, puisque la plupart du temps, elles exercent des métiers en lien avec l'enseignement, les enfants ou la vente (caissière…). À l'opposé, les hommes y occupent souvent des postes divers et variés, et qui les valorisent d'un point de vue social. Ces représentations renvoient des modèles d'identification différents aux jeunes filles et aux jeunes garçons : les premières n'ont d'autre choix que de constater qu'elles sont absentes de la littérature jeunesse (ou de s'identifier à un personnage de sexe masculin), et les seconds n'ont que très peu de modèles féminins auxquels s'identifier.

## Mouvements sociaux en lien avec le sexisme

### Mouvement féministe

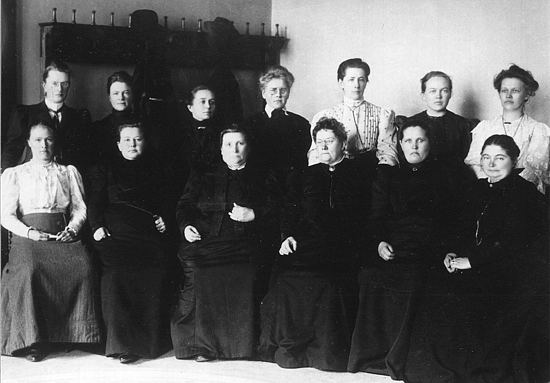
13 des 19 premières femmes députées au monde, élues aux élections législatives finlandaises de 1907.

Le mouvement du féminisme, apparu au, plus ou moins, XVe siècle avec Christine de Pisan, Marie de Gourney au XVIIe siècle, a pris de l'ampleur après la Première et surtout la Seconde Guerre mondiale, permettant une avancée vers l'émancipation des femmes et la visibilité et la critique de plus en plus grande des phénomènes de discrimination sexiste, quels que soient ses domaines. Malgré ce processus général amorcé d'abord dans les sociétés de l'Europe du Nord et de l'Amérique du Nord dans les années 1960, et suivi plus tardivement dans l'Europe latine (en particulier dans les pays méditerranéens où des régimes conservateurs, tels le franquisme, l'Estado Novo de Salazar ou le régime des colonels en Grèce étaient en place) et en Amérique latine (où des dictatures militaires conservatrices étaient aussi en place, parfois national-catholiques).
Les premières revendications ont porté sur le droit à l'éducation. Marie de Gournay, dans L'égalité des hommes et des femmes (1622), réclame l'accès à l'éducation pour les femmes et affirme que leur prétendue infériorité ne tient qu'au fait qu'elles n'aient pas accès à l'école. L'égalité hommes-femmes est le principal objectif du féminisme. Dès le XVIIIe siècle, les féministes réclamèrent le droit de vote des femmes, mouvement qui se poursuivra au début du XXe avec les suffragistes (couramment désignées par le terme péjoratif « suffragettes ») au Royaume-Uni, pour ne l'obtenir qu'au milieu du XXe siècle (1945 pour la France par exemple). Le mouvement revendique aussi l'égalité dans la sphère du droit personnel (mariage, divorce, autorité parentale, etc.), à l'autonomie économique et financière (droit au travail, droit d'utiliser un compte bancaire, etc.), et à la disposition de son corps, déliant la sexualité de la reproduction sexuelle (révolution sexuelle avec l'apparition des différents moyens de contraception et luttes pour le droit à l'avortement…).

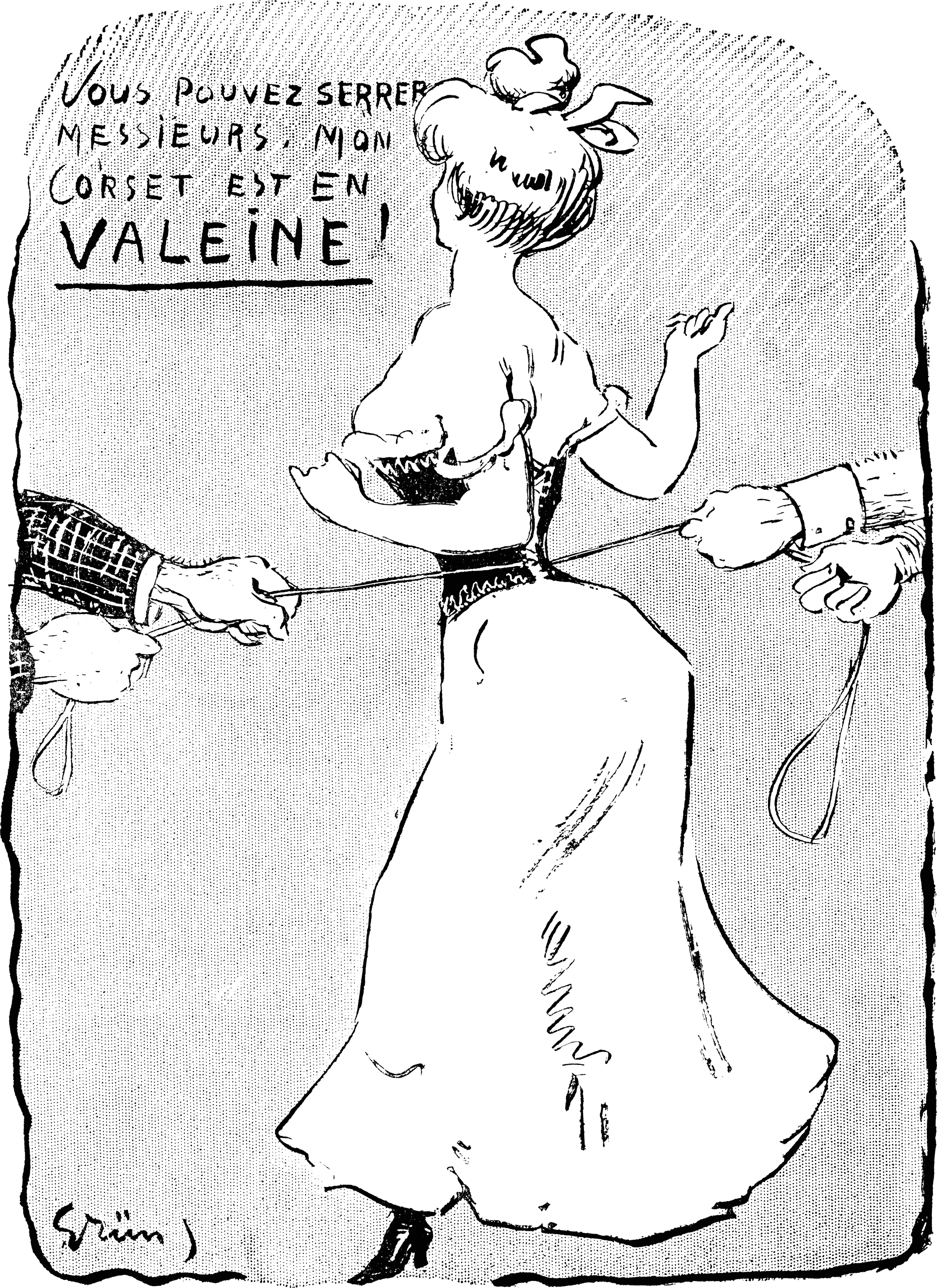
« Vous pouvez serrer messieurs, mon corset est en Valeine. » Les Dessous Élégants, 1915.

Ce mouvement n'a pas été restreint aux pays occidentaux, émergeant par exemple en Égypte dans les années 1920 (fondation de l'Union féministe égyptienne par Huda Sharawi en 1923), en même temps qu'aux États-Unis, ou en Tunisie (Tahar Haddad). Il n'a cependant pas eu autant d'influence dans ces pays qu'en Europe ou aux États-Unis. En Amérique latine, il a aussi été considérablement retardé. Depuis peu, on voit cependant des ébauches de mouvements en faveur des droits des femmes se diversifier dans le monde entier. On peut ainsi citer le congrès sur le féminisme musulman à Barcelone du 3 au 5 novembre 2006, ou encore une série de lois indiennes du 25 octobre 2006 qui ont modifié l'essentiel du droit de la famille dans un sens égalitaire.

### Mouvement masculiniste
Le masculinisme est un mouvement issu de pays francophones dont le but est d'intégrer la préoccupation de la condition masculine à la préoccupation de la condition humaine en général.
Certaines revendications masculinistes dénoncent les jugements en matière de divorce ou de séparation qui favorisent les femmes.
Pour les masculinistes, les violences contre les hommes, en particulier conjugales, ne sont ni reconnues ni combattues par les pouvoirs publics. Au Canada, jusqu'en 1999, seules les femmes étaient interrogées lors d'enquêtes importantes sur la victimisation en milieu conjugal,,,. Ils dénoncent également la sur-mortalité masculine, résultante d'une sous-prise en compte de la santé des hommes[réf. nécessaire].

### Mouvementqueer

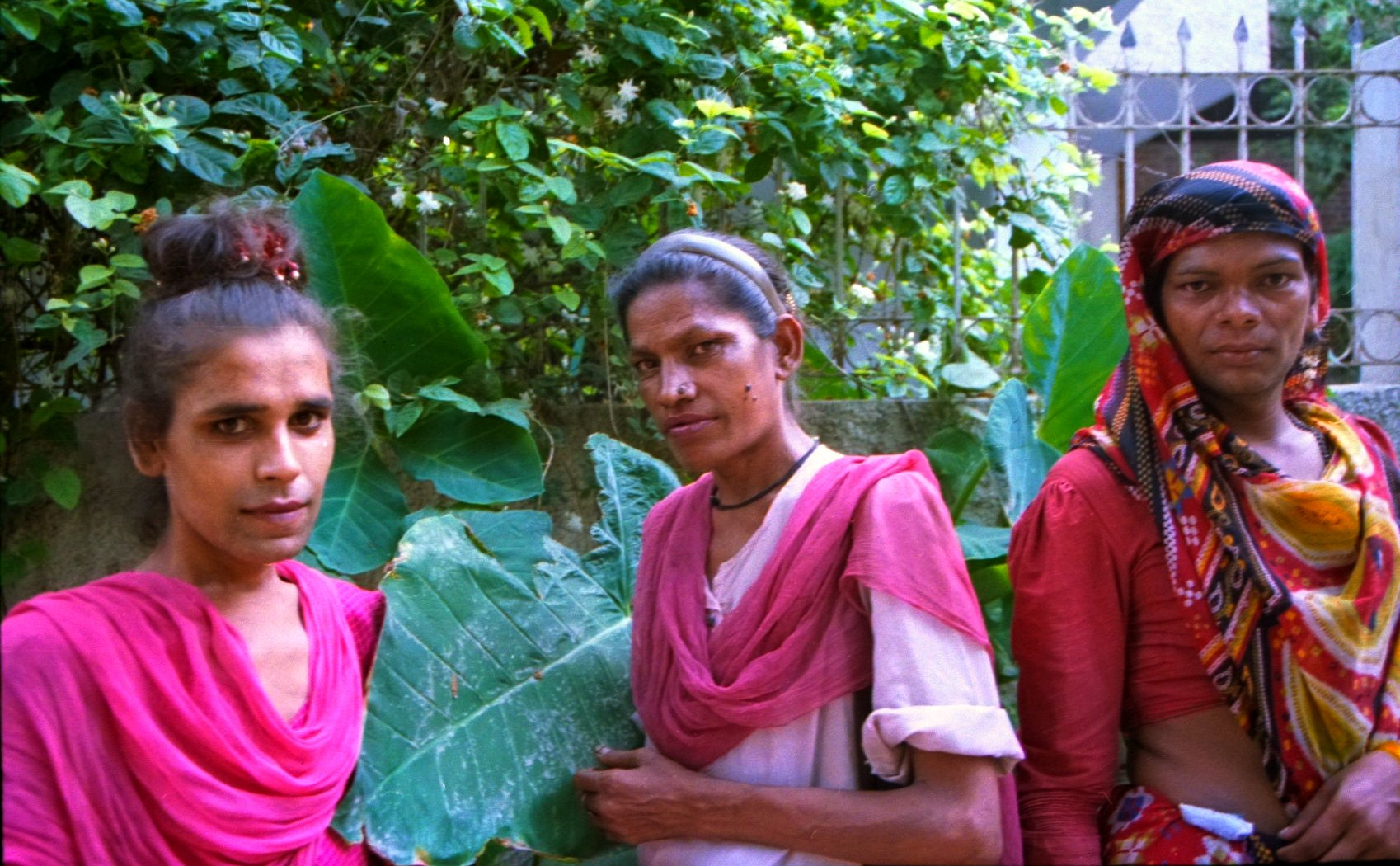
Hijras à New Delhi : une catégorie trans traditionnelle de l'Inde.

Les positions queers (désignant les personnes LGBT, soit les lesbiennes, gays, bisexuels et personnes trans) mettent l'accent non seulement sur le genre, mais aussi sur tous les phénomènes d'inter-genre ou encore de « troisième sexe » : transidentité (lorsque le genre subjectivement ressenti entre en conflit avec « le sexe naturel »)[réf. nécessaire], intersexuation (hermaphrodisme, etc.), dragqueens, etc[réf. nécessaire], et soutiennent que la division même de l'humanité entre hommes d'un côté, femmes de l'autre, est une bipartition socio-historique ayant des effets de violence symbolique et parfois concrète dans l'imposition de catégories juridiques (c'est un homme ou une femme?) pour des personnes intersexuées)[réf. nécessaire].
Les Principes de Jogjakarta réaffirme en citant les mots de la Convention sur l'élimination de toutes les formes de discrimination à l'égard des femmes qu'il faut « abroger l'idée de l'infériorité ou de la supériorité de l'un ou l'autre sexe ou d'un rôle stéréotypé des hommes et des femmes ».

## Domaines de manifestation du sexisme

### Éducation
Les systèmes éducatifs perpétuent souvent les inégalités de genre au lieu de les combattre[réf. nécessaire]. Dans de nombreux contextes, les préjugés sexistes et la discrimination fondée sur le genre continuent d’imprégner l’ensemble du processus éducatif. Ce biais se retrouve dans les processus d’enseignement et d’apprentissage, notamment dans l’engagement différentiel — les attentes des enseignants vis-à-vis de leurs élèves de différents genres et leurs interactions avec eux —, et dans les stéréotypes de genre présents dans les manuels scolaires et les matériels didactiques. L’inadéquation des ressources et des infrastructures visant à offrir des environnements sûrs et propices à l’apprentissage, ainsi que l’insuffisance des cadres politiques, juridiques et de planification, liés aux mesures d’exécution, qui respectent le droit à l’éducation, le protègent et le mettent en œuvre, sont trop souvent la norme.
L’éducation des filles s’est avérée bénéfique non seulement au niveau des individus, mais aussi à celui de la société dans son ensemble. Lorsque les filles reçoivent une éducation, leur vie et celle de leurs enfants, de leur famille, de leur communauté et de leur pays s’améliore. Les perspectives en matière de santé, d’éducation et de leadership ainsi que les perspectives sociales et économiques s’améliorent tandis que diminue la vulnérabilité à la pauvreté, à la maladie, à l’exploitation et à la violence. L’amélioration des résultats scolaires des garçons favorise également leur transition en douceur vers un emploi productif et leur participation active à la vie sociale, contribuant ainsi à l’édification d’une société plus égalitaire.

### Économie et différences salariales
Concernant les systèmes de retraite, les retraites par capitalisation (fonds de pension) désavantagent les femmes, contrairement aux systèmes par répartition, en étant calculées en fonction de l'espérance de vie. Ainsi, au Chili, en 2008, la différence entre une femme médecin et un homme ayant cotisé à un fonds de pension depuis 1981, date de son instauration par la junte militaire, sur les mêmes bases, était importante : 550 euros pour une femme et 945 euros pour un homme. En France, les inégalités sont aussi visibles puisqu'en 2011, selon la DREES, un homme touche en moyenne une pension 42 % plus élevée qu'une femme (en moyenne 1 603 € pour un homme contre 932 € pour une femme).

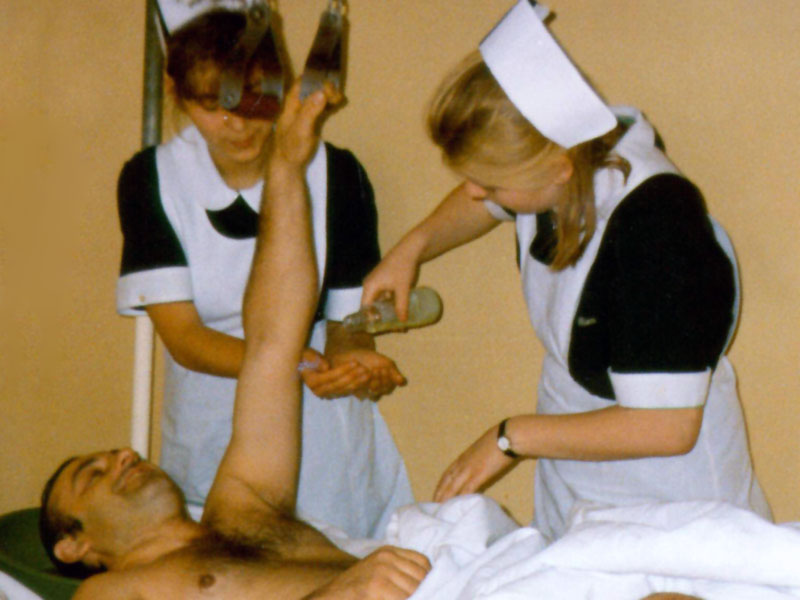
Infirmier ou infirmière : une profession historiquement féminine.

Cependant, toutes les statistiques relatives à la rémunération signalent un net désavantage aux professions historiquement féminines. À poste identique, les salaires des femmes sont souvent inférieurs à ceux des hommes dans plusieurs pays.
Dans un rapport datant de 2016 le cabinet Glassdoor mentionne le « poids de la maternité », une discrimination spécifique aux femmes ayant des enfants. Il note que ce poids est présent dans presque tous les pays étudiés, à l'exception de l'Italie. Le cabinet confirme que « l'écart de rémunération entre les hommes et les femmes est réel et significatif — allant de 5 à 6 % dans les pays européens et aux États-Unis » — même après prise en compte des écarts « en matière d'éducation, d'expérience, d'âge, de lieu de travail, de secteur, de titre du post et de la société employeuse ».

### Droit et politique

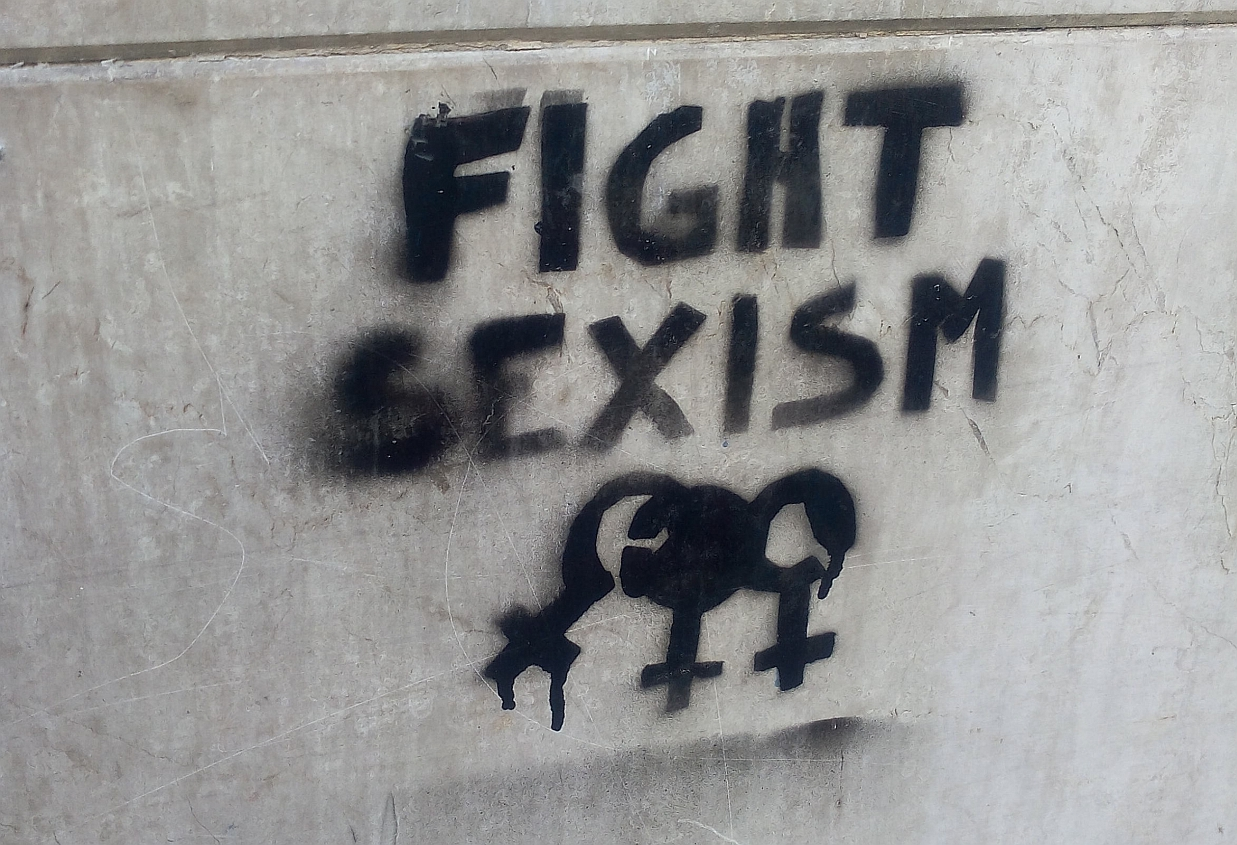
Fight sexism (« Combats le sexisme ») — graffiti sur un mur de Turin.

Diverses mesures législatives ont été prises dans plusieurs États pour promouvoir l'égalité homme-femmes. Le Parti travailliste britannique proposait ainsi, en 2010, la promulgation de l'Equality Bill (en), qui reprendrait la plupart des mesures promulguées antérieurement, en en ajoutant quelques-unes ; le pape Benoît XVI s'est durement opposé à cette proposition de loi[pourquoi ?].
La discrimination fondée sur le sexe est anticonstitutionnelle et illégale dans de nombreux pays. Dans les États membres du Conseil de l'Europe, elle tombe sous le coup de l'article 8 (vie privée et familiale) et de l'article 14 de la Convention européenne des droits de l'homme. Mais même dans les pays ayant établi l'égalité des sexes dans la loi, il peut rester des lois conférant une prérogative ou un devoir à un genre plutôt qu'à l'autre, par exemple concernant les obligations militaires.

### Mesures conférant une prérogative aux femmes
La Constitution européenne précise en son article II-81 qu'« est interdite toute discrimination fondée notamment sur le sexe », mais précise en son article II-83, réservé à l'égalité entre femmes et hommes, que « le principe de l’égalité n’empêche pas le maintien ou l’adoption des avantages spécifiques en faveur du sexe sous-représenté ».
Plusieurs entreprises ferroviaires proposent des wagons réservés aux femmes pour favoriser leur tranquillité face au risque de harcèlement sexuel,,,.
En Chine, au Luxembourg et en Corée du Sud, des parkings réservent des emplacements aux femmes, qui sont plus larges et dotés d'une signalisation plus voyante,. Ces mesures sont controversées car elles conforteraient les clichés de la femme fragile ou maladroite,,.

### Langage
Les usages linguistiques, comme l'utilisation du masculin grammatical (ou plus rarement du féminin grammatical) dans les langues comportant le neutre ou l'absence de titres professionnels ne faisant pas référence au genre (voir Féminisation des noms de métiers en français) sont également considérés par des linguistes telle Marina Yaguello comme des formes de sexisme.

### Science
Le discours scientifique véhicule de nombreux biais sexistes en dépit de l'exigence de neutralité à laquelle il est en principe soumis. Les sciences de la vie (biologie, anatomie, médecine etc.) ont donné une autorité savante aux stéréotypes de genre, et joué un rôle historiquement dans la justification de l'inégalité sociale entre hommes et femmes. Ainsi, les études de craniologie au XIXe siècle qui visaient à démontrer l'infériorité intellectuelle des femmes ont fourni des arguments contre l'instruction des jeunes filles.

### Religion
La majorité des grandes religions actuelles, dans leurs textes fondateurs ou leurs pratiques, attribuent des fonctions différentes aux femmes et aux hommes. C'est le cas pour les trois religions monothéistes : christianisme, judaïsme, islam. C'est aussi le cas de l'hindouisme.

#### Évolution de la représentation des femmes dans l'histoire des religions
Selon Élisabeth Badinter, la divinisation des femmes connait son apogée avec le développement de l'agriculture, pour ensuite connaître une période de basculement vers, dans un premier temps, une parité des statuts entre les IVe et IIe millénaires av. J.-C. puis vers les religions « monothéistes et mâles » concomitantes à l'avènement du patriarcat. Élisabeth Badinter met en doute l'explication de Jean Przyluski, qui y voit les conséquences de la découverte des mécanismes de la sexualité et attribue notamment cette évolution à la montée d'une classe guerrière à l'âge du bronze, soit mixte comme dans le cas des celtes, soit essentiellement masculine.
Dans le cas du shintoïsme, c'est Amaterasu, la déesse-mère, qui est la divinité à l'origine du monde. Dans l'ancienne Europe, du paléolithique au néolithique, on relève de nombreux cas de cultes dédiés aux divinités féminines. Dans l'hindouisme, on trouve un contre-exemple avec la persistance du culte de la déesse-mère avec les traditions liées aux kumaris dans la vallée du Népal.

### Justice
Antoine Mégie, maître de conférences à l'université de Rouen et spécialiste de la justice antiterroriste, note que « d'un point de vue global, la justice est marquée par un biais de genre quant aux poursuites des femmes et pas seulement dans le domaine du terrorisme ». « Lorsqu'on prend en compte l'idéologie de Daech, on considère que ces femmes semblent être écrasées par la domination masculine alors même que dans l'histoire de la violence politique, notamment avec Action directe, les femmes ont toujours été centrales ».
D'après Marc Juston, juge aux affaires familiales à Tarascon, « les juges ne sont pas contre les pères » mais restent dans un « schéma où il est acquis que la mère doit garder son enfant et que le père doit se battre pour obtenir davantage ».
Au sein des professionnels du droit, la tradition de l'immunité de la parole par la liberté qu'elle offre aux avocats défenseurs dans les affaires pénales peut contribuer à perpétuer certaines considérations discriminantes à l'égard des femmes[réf. souhaitée]. Cependant, le discours tirant argument de préjugés sexistes « perd de son efficacité », relève en 2019 l'avocate Caroline Mécary : « c’est un système contre-productif, qui donne l’impression que le prévenu essaye de se défausser et peut pousser à vouloir prendre la défense de la partie civile ».

### Sexualité et mariage

#### Polygamie
Selon Jacques Attali, « la polygynie est encore autorisée — ou tolérée — aujourd'hui, dans des pays représentant près du tiers de la population de la planète. Seulement 10 % des hommes y ont plusieurs femmes, essentiellement les plus riches[réf. incomplète]. » À titre d'exemple, la polygamie est autorisée en Inde[réf. incomplète] et au Qatar, qui comptent pourtant bien davantage d'hommes que de femmes, le ratio étant de 3,39 dans ce dernier[réf. incomplète].